# Star☆Twinkle 光之美少女
《星光閃亮☆光之美少女》（日语：スター☆トゥインクルプリキュア）是由東堂泉製作的魔法少女動畫，「光之美少女系列」第十六作，第十四代光之美少女。2019年2月3日於朝日放送和朝日電視台播放。

## 概要
- 本作的主題為「宇宙」與「星座」，講述了光之美少女離開地球並前往宇宙冒險的故事。[3]。

## 故事簡介
在距離地球非常遙遠的「星空界」中心，存在著聖域「星之宮殿」以及十二星座的星之公主們，他們的力量維持著宇宙間的平衡。然而某天，星之公主們遭到不明人士襲擊，變成了12支「公主星彩筆」散落在宇宙中。再這樣下去，星球將會消滅，連地球和宇宙都會被黑暗吞噬……！
「當繁星失去光輝之際，戰士光之美少女便會和閃耀之書一起出現，並取回眾星的光輝。」拉拉等人依循著宇宙間流傳的這條古老傳說，帶著公主們最後誕生下來的希望·芙娃一起踏上尋找傳說中的戰士「光之美少女」的旅途。
主人公星奈光是個喜歡宇宙和星座的中學二年級生，某天在觀察星空記錄星座的時候突然被蟲洞跳出來的不明生物「芙娃」撞上，接著從天而降的火箭也帶來了外星人「拉拉」與「普倫斯」，真真正正的外星人竟然出現在眼前了！
以支配宇宙為目標的組織「劫掠侵襲者」竟然為了芙娃追了過來……「我想幫助芙娃！」，在這強烈的意念下，從閃耀之書出現了「星彩吊墜」與「變身星彩筆」，並藉由這兩樣物品，星奈光成功變身成為光之美少女「星空天使」！
為了收集四散的公主星彩筆，以及培育公主復活關鍵的芙娃，主人公們將從地球飛往宇宙，展開一場奇妙的旅程……

## 登場人物
※注意：部分名字及用詞尚無正式中文譯名，有關翻譯暫以劇中解釋為準。

### 光之美少女（Precure）

#### 本作的光之美少女
星奈光／星空天使（Hoshina Hikaru／Cure Star）
配音：成瀨瑛美（日本）；李珮嘉（台灣）；吳茵（ViuTV、ALL STARS F） （香港）
形象顏色：  粉红色
本作主角，出身於地球日本觀星町，非常喜歡星座和宇宙、想像力豐富、好奇心旺盛的觀星中學二年級女生，擁有「喜歡喜歡的東西」的思想，對有興趣的事會追根究柢、靠行事直覺的類型，而且有將自創星座繪畫於由遼太郎所贈筆記本上的興趣，出生日期為4月12日，白羊座。
家裡有一隻叫做「雪人（Yeti／イエティ）（配音：多田野曜平（日本））」的寵物狗。
口頭禪是「無敵閃亮～☆（キラやば～っ☆）」。
於第1話由芙娃帶領的宇宙之旅中，看到被黑暗侵佔的星之宮殿。在卡帕德展開進攻時，為了保護芙娃而覺醒，手上的筆記本變為閃耀之書，同時得到星彩吊墜和變身星彩筆，成功變身為星空天使擊退敵人。
於第3話因為認為拉拉死板以及對方總是稱呼其全名而與她吵架，直到與天驕戰鬥過後才互相道歉和好。
於第7話在閃耀之書上設計出拉拉火箭的新造型，在光之美少女四人努力下完成火箭修理和重新上色的艱辛工作。
根據火箭AI的分析，擅長鼓舞人心，提升工作效率。
於第10話因為想看看南十字座而提出升空請求，碰巧觸發了白羊座公主星彩筆的反應，跟大家一起到達庫馬琳星，卻在戰鬥中失利，不只未能取得新的公主星彩筆，甚至金牛座的公主星彩筆也被卡帕德奪走，只能狼狽逃回地球，更為此自責不已。
之後於第11話重新振作起來並與同伴合力使出合體必殺技「光之美少女 南十字座射擊」擊退卡帕德、天驕及艾溫並奪回了金牛座公主星彩筆。
於第12話亞伯拉罕所執導的電影中，飾演女忍者星影，但演技過份生硬和笨拙。之後以拉拉飾演的羽衣天女一角作為基礎，為拉拉取了地球人姓氏「羽衣」。
於第15話打算用身上僅餘的500日圓去競投多拉姆斯失去興趣的人馬座公主星彩筆時立刻被壓價而失落。
於第17話以飼養寵物狗雪人的經驗成功馴服宇宙三頭犬，讓藍貓及朋友們順利前往多拉姆斯大宅寶庫。
於第18話成為母親輝美漫畫新作助手之一，更因為小時候輝美為她而畫的漫畫而令新作成功刊登。
於第19話在彩虹星山腳休息時無意中發現通投影牆壁，帶領夥伴們順利進入藏寶洞。
於第21話成功從卡帕德手中奪回白羊座公主星彩筆，一雪庫馬琳星之恥。
於第22話向夥伴們講述父親陽一的往事。
於第25話展示純熟的撈金魚技術，將要訣告訴尤妮幫助她成功撈到金魚。
於第33話提交的暑假作業自由研究課題是將至今遇到的所有外星人畫成圖鑑，只是沒有人相信那是真的。
於第35話接受圓香的提議投入學生會長的選戰，不過後來被奶奶點出自己的心境差異，以及看到櫻子的努力之後，決定主動幫助櫻子當上學生會長。後來問櫻子自己適合什麼樣的稱號時，得到的答案是「觀星中學的銀河（観星中の銀河）」。同話在與卡帕德的戰鬥中似乎觸發了強大的想像力，連星之公主們也被驚動了。
於第37話的變裝大賽打扮成雪人。
於第45話向卡帕德釋出善意，成功觸發閃耀想像力，但沒能真正展開對話就被達克尼斯特的傳送能力打斷了。
15年後成為太空人，並被選為搭乘日本首個載人火箭的太空人之一。
變身咒語為「星彩吊墜！色彩填充！」。
變身口號為「在宇宙中閃耀的璀璨星辰！星空天使！」。
團體口號為「Star☆Twinkle 光之美少女」。
早在前作《HUG! 光之美少女》最終話當中先行登場。
- 個人技

光之美少女 星空飛拳（Precure Star Punch）
從胸口的星彩吊墜發光出現一顆黃色星星後，再以左手一拳用力將星星打出，擊退敵人，也可擊出無數小型星星作散彈狀攻擊多方敵人。
光之美少女 金牛座星空飛拳（Precure Taurus Star Punch）
為「星空飛拳」藉由金牛座公主星彩筆的力量強化版本。將金牛座公主星彩筆放入星彩吊墜並畫出一顆附上金牛座符號圖案的品紅色星星後，再以左手一拳用力將星星打出，炸出大範圍半球體粉紅色爆風擊退敵人。
光之美少女 白羊座星空飛拳（Precure Aries Star Punch）
為「星空飛拳」藉由白羊座公主星彩筆的力量強化版本。將白羊座公主星彩筆放入星彩吊墜並畫出一顆附上白羊座符號圖案的紅色星星後，再以左手一拳用力將星星打出，炸出大範圍半球體紅色爆風擊退敵人。
光之美少女 雙魚座星空飛拳（Precure Pisces Star Punch）
為「星空飛拳」藉由雙魚座公主星彩筆的力量強化版本。將雙魚座公主星彩筆放入星彩吊墜並畫出一顆附上雙魚座符號圖案的淡粉色星星後，再以左手一拳用力將星星打出，炸出大範圍半球體淡粉色爆風擊退敵人。
羽衣拉拉／銀河天使（Hagoromo LaLa／Cure Milky）
配音：小原好美（日本）；薛晴（ALL  STARS F）（台灣）；蘇潁淇（ALL STARS F）（香港）
形象顏色：  綠色
出身於星空界沙曼星（惑星サマーン）名門的外星人，ID編號90862773，年齡換算成地球單位相當於13歲，但故鄉中相當於成年人。責任感強、行事認真，但非常笨拙，出生日期為7月7日，巨蟹座。能夠將火箭收納為小型扭蛋形狀的「攜帶模式（Carry Mode）」。
與芙娃和普倫斯乘搭火箭以展開尋找光之美少女的旅程，但因芙娃的召喚瞬間來到地球。右手手套能夠跟火箭的人工智慧進行通訊，頭上的兩個觸角是具有感應功能的器官。
於第1話中顯示出有暈火箭的毛病。原先與小光無法用語言溝通，經芙娃作媒介與小光接觸後才開始了解日語。
於第2話中曾因為火箭的人工智慧說自己能成為光之美少女的概率微乎其微而消沉，不過在聽到小光對自己的激勵話語之後終於拿出要保護芙娃的勇氣，成功喚醒芙娃的力量，獲得了星彩吊墜及變身星彩筆，變身為銀河天使擊退卡帕德。
於第3話因為堅持要完成分析再行動而與小光意見相左，直到與天驕戰鬥過後才互相道歉和好。
於第4話跟小光首次到觀星中學，也是人生中首次踏足學校。
於第5話對愛蓮娜和圓香直呼其名，因為沙曼星人的稱呼效率問題而從不以敬語稱呼別人。
於第7話在小光等其他三位同伴的幫助下成功修理好自己的火箭。
根據火箭AI的分析，擅長動手操作的精密作業。
第12話中亞伯拉罕所執導的電影裡，飾演羽衣天女，但忘記忽略語尾。後來被小光正式取了地球人姓氏「羽衣」，小光認為這個姓氏很符合她從天而降的形象。
第13話中以轉學生的身份轉入小光所在的學校班級讀書，座位在龍乘的右側，因此稍後就錯誤坐到龍乘位置。因為嚴重缺乏常識而捅出不少簍子，導致翌日上學要戴上人工智慧手套求助。與同班同學熟絡後被稱呼為「小倫（ルンちゃん）」。
於第14話找到憤而離家的透馬，將自己身為外星人的經歷當成外國人分享嘗試開解透馬。
於第18話將牽牛花月刊上下倒轉閱讀，更成為輝美創作新作品的靈感和助手之一。
於第19話得到雙子座公主星彩筆。
於第22話七夕當日跟朋友們及小光一家人以燒烤派對來慶祝自己14歲生日。
於第26話因為收到哥哥洛洛發自老家沙曼星的緊急聯絡，而與小光等人一起奔赴沙曼星。
於第29話被家人提及調查員等級為最低等級的8，只能調查宇宙垃圾，雖然知道宇宙星空聯盟在尋找光之美少女並希望結盟，但為了顧及其他同伴的生活而選擇保密，卻因此導致一行人被誤會是要偷取公主星彩筆的小偷而遭到通緝。
於第30話為保護家人及其他無辜的沙曼星人而鼓起勇氣與同伴一起公開曝光了光之美少女身份。
於第37話的變裝大賽打扮成槌之子。
於第40話被同學懷疑是作惡的外星人而遭到排擠，一度消沉，但在卡帕德來襲時依舊選擇保護同學，甚至不惜曝光外星人與光美的身分，因此得到同學們諒解，更成功觸發閃耀想像力。
於第48話因戰鬥落幕而告別眾人，返回故鄉。
15年之後仍在擔任調查員。
在電影《光之美少女 All Stars F》中顯示與《KiraKira☆光之美少女 A La Mode》的琴爪緣關係欠佳。
口頭禪是「哦喲～（オヨ～）」，語尾習慣加上「～嚕（～ルン）」。另外這也是聽不懂拉拉說話的人唯二能聽到的發音。
變身咒語為「星彩吊墜！色彩填充！」。
變身口號為「遍佈蒼穹的銀河！銀河天使！」。
團體口號為「Star☆Twinkle 光之美少女」。
為光之美少女系列首位身份是外星人的光之美少女，也是系列首位負責尋找傳說中的戰士光之美少女但最終自己也成為光之美少女的主角。
雖然「Milky」一詞常解作乳白色，但本作品所指的「Milky」應該指的是「Milky Way」，即為英語的「銀河」之意。
- 個人技

光之美少女 銀河電擊（Precure Milky Shock）
從胸口的星彩吊墜發光後出現一個翠綠色心形，傳送至流星形頭飾後，使用兩條星形觸角猛烈電擊敵人。
「Shock」在英文中指「震動，震撼」，但在本作中應是指「electric shock」，即為「電擊」之意。
光之美少女 獅子座銀河電擊（Precure Leo Milky Shock）
為「銀河電擊」藉由獅子座公主星彩筆的力量強化版本。將獅子座公主星彩筆放入星彩吊墜並畫出一顆附上獅子座符號圖案的黃色星星傳送至流星形頭飾後，從兩條星形觸角射出兩頭天藍色電擊獅子攻擊及淨化敵人。
光之美少女 雙子座銀河電擊（Precure Gemini Milky Shock）
為「銀河電擊」藉由雙子座公主星彩筆的力量強化版本。將雙子座公主星彩筆放入星彩吊墜並畫出一顆附上雙子座符號圖案的黃色星星傳送至流星形頭飾後，從兩條星形觸角射出兩個藍綠色電擊女神攻擊敵人。
光之美少女 巨蟹座銀河電擊（Precure Cancer Milky Shock）
為「銀河電擊」藉由巨蟹座公主星彩筆的力量強化版本。將巨蟹座公主星彩筆放入星彩吊墜並畫出一顆附上巨蟹座符號圖案的黃色星星傳送至流星形頭飾後，從兩條星形觸角射出兩個淺綠色電擊蟹螯攻擊敵人。
天宮愛蓮娜／太陽天使（Amamiya Erena／Cure Soleil）
配音：安野希世乃（日本）
形象顏色：  黄色
一身古銅色肌膚、明朗、充滿笑容的觀星中學三年級生，為小光的學姐，墨日混血兒，受墨西哥人父親和任職翻譯的日本人母親影響而擅長語言學。於學校中名氣首屈一指，被稱為「觀星中學的太陽（観星中の太陽）」，與圓香為同班同學。家中經營一名為「微笑花坊（Sonrisa，西班牙語「笑容」之意）」的花店，家中6位兄弟姐妹中的大姐，由於父母忙於經營花店，所以常要幫忙經營花店或在家裡幫忙照顧弟妹，出生日期為9月8日，處女座。
十分膽小，害怕恐怖片。
口頭禪是「你好！／再見！（チャオ！）」和「真好！（いいねぇ！）」。
於第1話自家店前目睹拉拉們墜落的火箭。
於第3話小光與拉拉因為稱呼問題吵架時送上鮮花，並為兩人修復關係提供建言。
於第4話上學時被一擁女生蜂擁包圍並遞上情信，甚至能以倒掛金勾踢走突然飛來的足球，其人氣和運動神經可見一斑。接著初次看見小光和拉拉戰鬥時因為驚慌而兩腿發抖，但後來鼓起勇氣救走快被虜走的芙娃後，為了守護大家的笑容成功喚醒芙娃的力量，並從閃耀之書中獲得了星彩吊墜及變身星彩筆，變身為太陽天使擊退天驕。
於第7話根據火箭AI的分析，運動神經優秀，屬於力量型，適合搬運材料之類的體力活。
第8話在肯尼爾星中一度糾結不想隨便拔走受當地人崇拜的天秤座公主星彩筆，之後苦戰時才從杜姬等人手中接獲，最後使出光之美少女天秤座太陽射門反敗為勝。
於第12話亞伯拉罕所執導的電影中，飾演太陽王子。
於第14話因弟弟透馬最近悶悶不樂而詢問前者原因，得知前者認為家庭不正常。在翌日為憤而離家的透馬感到擔心，導致與天驕一戰中因拯救弟弟的焦急心情而急於行動，後來以自己喜歡充滿笑容的家庭的理由開導變成劫掠者的透馬與使出必殺技「光之美少女 天蝎座太陽射球」令天蝎座公主回歸本位。
於第17話協助藍貓前往多拉姆斯大宅的寶庫並成功得到處女座公主星彩筆。
於第18話成為輝美新作漫畫助手之一，更打扮成醫生當作模特兒。
於第37話的變裝比賽打扮成彩虹星人，當然其他人看來這只是在模仿貓咪。
於第39話成為觀星中學的英語演講比賽代表，因此被天驕盯上。雖然天驕喬裝接近她們是為了搶奪芙娃，不過因為天驕試圖勾起過往陰霾的行為，意外幫助她昇華文筆奪得優勝，所以其實很感謝天驕的「指導」，當然也相當在意天驕所說的那番話。
第42話中曾對自己的出路感到迷茫，並且在一次學校諮詢當中亦顯示出來，雖然她本人矢口否認。在圓香的開解後稍有改善，亦表示如有困難應互相幫助。
第43話到訪古天星時，由於自己以前也因為膚色的關係與周遭格格不入，而對天驕的過去感同身受，無法打起精神。一直到戰鬥時受到圓香的鼓勵才振作起來，決定要讓所有人露出真正的笑容，當然也包括身為敵人的天驕，從而觸發閃耀想像力。在回家後向父母道出想法，決定往專業翻譯的方向發展。
15年後實現了目標，成為電視發表會的即時口譯員。
繼《Yes! 光之美少女5》之春日野麗後第二位混血兒身份的光之美少女。
變身咒語為「星彩吊墜！色彩填充！」。
變身口號為「照亮宇宙的灼熱光輝！太陽天使！」。
團體口號為「Star☆Twinkle 光之美少女」。
「Soleil」為法語的「太陽」之意。
- 個人技

光之美少女 太陽射門（Precure Soleil Shoot）
從胸口的星彩吊墜發光出現一個橙色火球，再以倒掛金勾的姿勢朝敵人踢出火球，炸出大型球體爆風擊倒敵人。
「Shoot」在英文中指「射擊」，但配合動作應是指足球的「射門」。
光之美少女 天秤座太陽射門（Precure Libra Soleil Shoot）
為「太陽射門」藉由天秤座公主星彩筆的力量強化版本。將天秤座公主星彩筆放入星彩吊墜並畫出一顆黃色星星，出現一個有天秤座標誌的黃色火球後，用倒掛金勾的姿勢踢出火球擊退敵人。
光之美少女 天蠍座太陽射門（Precure Scorpius Soleil Shoot）
為「太陽射門」藉由天蠍座公主星彩筆的力量強化版本。將天蠍座公主星彩筆放入星彩吊墜並畫出一顆黃色星星，出現一個有天蠍座標誌的橙色火球後，用倒掛金勾的姿勢踢出火球擊退敵人。
光之美少女 處女座太陽射門（Precure Virgo Soleil Shoot）
為「太陽射門」藉由處女座公主星彩筆的力量強化版本。將處女座公主星彩筆放入星彩吊墜並畫出一顆黃色星星，出現一個有處女座標誌的淺黃色火球後，用倒掛金勾的姿勢踢出火球擊退敵人。
香久矢圓香／月神天使（Kaguya Madoka／Cure Selene）
配音：小松未可子（日本）
形象顏色：  紫色
端莊優雅、努力型的觀星中學三年級生，家族世代千金，父親為日本內閣府「宇宙開發特別搜查局」的局長、母親為著名的鋼琴家，不論鋼琴和弓道都在擁有全國優勝實力的強者，興趣是花道和茶道，學年成績常年名列前茅，於學校中是大家都憧憬的學生會會長、被稱為「觀星中學的月亮（観星中の月）」，與愛蓮娜為同班同學，出生日期為11月23日，人馬座。
口頭禪是「貴安（ごきげんよう）」。
於第1話在家中目睹拉拉們墜落的火箭並誤以為是一顆流星。
於第4話率領一眾學生會成員時無意中察覺外星人來到地球。
於第5話打算向父親冬貴報告數次發現芙娃的事，但因為芙娃對自己的親切而對芙娃改觀，後來為了從天驕和劫掠者手上守護芙娃成功喚醒芙娃的力量，並從閃耀之書中獲得了星彩吊墜及變身星彩筆，變身為月神天使擊退天驕，戰鬥過後向父親冬貴及其一行人隱瞞芙娃與普倫斯的存在。
於第7話根據火箭AI的分析，是沉著冷靜的領導型人物，適合發布指示，引導作業。
於第9話因為父親、學習、弓道比賽、補習、學習花道和鋼琴、堅持完美的心態、向父親隱瞞光之美少女相關事情等等的多方壓力下，第二天上學穿錯襪子而感到尷尬，後來得到小光和愛蓮娜的開解而舒懷。與劫掠怪一戰時使出必殺技「光之美少女 月神弓箭」從狙擊艾溫手上的黑暗筆而取得勝利和令摩羯座公主回歸本位。
於第12話亞伯拉罕所執導的電影中，飾演月之公主，但畫蛇添足地讀出劇本全部台詞。
於第15話成功利用一整盒星星甜甜圈得標拍賣會的最後商品：人馬座公主星彩筆，但瞬即被藍貓偷走。之後在與劫掠怪交戰期間藍貓改變主意將其歸還。
於第16話在全國弓道王大會決賽淘汰環節因弓香的眼神而影響射箭精準度，但仍進入決賽。在休息時段因前者對自己的評價而心情低落，後來在朋友們拿出幸運膠囊支持自己而恢復心情，最終以一箭之差險勝弓香成功衛冕。
於第18話成為輝美新作漫畫助手之一，更打扮成護士當作模特兒。
於第24話為最近沒有好好練鋼琴及彈琴不能讓人露出笑容而苦惱，後來在艾斯諾星明白自己彈琴時缺乏享受的心，決定回家後即時練鋼琴。於該話得到水瓶座公主星彩筆。
於第25話一擊將射擊遊戲攤位的所有獎品擊落。
於第35話卸任學生會會長一職。
於第37話的變裝比賽打扮成彩虹星人。
於第41話被通知自己即將前往倫敦留學，但因為會與小光等人分開而感到猶豫。在愛蓮娜的開導下決定面對自己真正的心意，成功觸發閃耀想像力，並向父親表達想要自己決定留學事宜的想法。
15年後跟隨父親腳步加入宇宙開發局，並主導了日本首個載人火箭的計畫。
繼《Smile 光之美少女！》的青木麗華後第二位曾經因為要前往外國的原因而一度需要離開團隊，但最後選擇了留下的光之美少女。
變身咒語為「星彩吊墜！色彩填充！」。
變身口號為「在夜空中閃耀的神秘月光！月神天使！」。
團體口號為「Star☆Twinkle 光之美少女」。
「Selene」為希臘語的「月亮」之意，同時亦指的是希臘神話中的月亮女神——塞勒涅。
其姓氏「香久矢」的日語讀音與「輝夜」相同，即日本傳說《竹取物語》的主角，來自月宮的天女「輝夜姬」。
- 個人技

光之美少女 月神弓箭（Precure Selene Arrow）
從胸口的星彩吊墜發光出現天藍色蛾眉月，再用變身星彩筆拉開一組弓箭後，將附上大型四芒星箭頭的箭射向敵方，炸飛大量敵人。
這也是目前唯一需要使用到變身星彩筆的必殺技。
光之美少女 摩羯座月神弓箭（Precure Capricorn Selene Arrow）
為「月神弓箭」藉由摩羯座公主星彩筆的力量強化版本。將摩羯座公主星彩筆放入星彩吊墜並畫出一顆黃色星星，出現品紅色蛾眉月，再用變身星彩筆拉開一組品紅色弓箭後，將附上山羊頭箭頭的箭射向敵方，攻擊及淨化敵人。
光之美少女 人馬座月神弓箭（Precure Sagittarius Selene Arrow）
為「月神弓箭」藉由人馬座公主星彩筆的力量強化版本。將人馬座公主星彩筆放入星彩吊墜並畫出一顆黃色星星，出現紫色蛾眉月，再用變身星彩筆拉開一組紫色弓箭後，將附上弓箭形箭頭的箭射向敵方，攻擊敵人。
光之美少女 水瓶座月神弓箭（Precure Aquarius Selene Arrow）
為「月神弓箭」藉由水瓶座公主星彩筆的力量強化版本。將水瓶座公主星彩筆放入星彩吊墜並畫出一顆黃色星星，出現深藍色蛾眉月，再用變身星彩筆拉開一組深藍色水弓箭後，將冰之箭射向敵方，攻擊敵人。
尤妮／瑪歐／巴凱喵／宇宙天使（Yuni／Mao／Bakenyan／Cure Cosmo）
配音：上坂堇、上田燿司（巴凱喵）（日本）
形象顏色：        彩虹色（  藍色）
於片頭曲率先出現，第4話正式登場，出生日期為10月11日，天秤座。
外號「藍貓」（Blue Cat），性格比艾溫更加目中無人且陰險狡詐，而且第六感很準，以第三勢力的怪盜身份行動（平常外表下則是紅遍宇宙的外星少女人氣第一頂級偶像），特徵為貓耳跟貓尾以及貓尾上的蝴蝶結還有胸口處的鈴鐺（怪盜身分則是高筒帽、辮子及戴墨鏡），語尾習慣加上「～喵（～ニャン）」。變身前的髮型與藍貓不同，為綁有中國式雙髻的紫紅色中長髮。
普倫斯可以說是瑪歐最為狂熱的粉絲，但拉拉與普倫斯對藍貓非常反感。
第4話初次登場時以艾溫的男性管家兼部下巴凱喵的身份出現，外貌為穿著黑白相間燕尾服、打著領結並且右眼佩戴單片眼鏡的獸人外星怪人，總是跟隨在她的身邊，負責保管艾溫用來染黑公主星彩筆的墨水瓶，尊稱艾溫為「艾溫大人（アイワーン様）」。手上總是托著一套西式茶具，並於第6話開始與艾溫一起出擊。於第11話可以看出他是整個組織唯一一個有理性的人。另外，第38話提及了這個外型來自於哈凱喵年輕時的樣子。
於第10話見證「達克尼斯特」將強大的力量賦予卡帕德、天驕及艾溫，當下非常驚訝。
於第11話阻止星空天使拾取白羊座公主星彩筆，並護送卡帕德、天驕及艾溫三人進入蟲洞逃走。
於第12話在艾溫製造的劫掠怪被擊敗後與艾溫一起撤退時露出詭異的笑容。並在這一話中發現他其實有另一個目的才加入劫掠侵襲者，而他能力及真實身份都是個謎。
第15話以紅遍宇宙的外星少女人氣第一頂級偶像瑪歐的身分來招待小光一行人進入拍賣會場並借出衣服，等到圓香投得人馬座公主星彩筆後便立即偷走，不過後來因星彩吊墜的感應很快就被識破，還為此就當著光之美少女、芙娃和普倫斯的面以香水露出真面目。與劫掠怪交戰期間將人馬座公主筆交還給月神天使，並在事後逃離現場。
第17話中她與光之美少女們再度於傑尼星多拉姆斯大宅前相遇，向後者提出願意協助獲取處女座公主星彩筆。也是在該話得知她似乎對來自已經毀滅了的彩虹星的寶物有著非同一般的極大興趣，而隨後出現在眾人面前的多拉姆斯也當著光之美少女們的面透露她把奪來的寶貝當中的絕大多數都分給了窮人們，唯獨只留下了彩虹星的寶物給她自己。而在該話結尾她又在遠處盯上了光之美少女們的公主星彩筆，似乎是想要拿它們來做些什麼。
第18話結尾顯示將一直以來偷回的彩虹星寶物和公主星彩筆，藏於荒蕪的彩虹星某山洞內。
第19話自己是巴凱喵的身分被芙娃嗅出氣味與藍貓相同，因此在光之美少女、芙娃、普倫斯及艾溫的面前表露身份並證實其為彩虹星人和向艾溫澄清巴凱喵一開始就由藍貓所假扮，之後在結尾將芙娃連同光之美少女一行人之前收集到的公主星彩筆一起偷走，希望憑藉兩者的力量將彩虹星恢復原狀。
於第20話得知她是彩虹星慘劇發生時唯一的倖存者，在與光之美少女糾纏期間假扮成星空天使，煙霧彈誤投奧莉菲歐石像，悲傷下露出貓人原形，在聽到了光美們對自己的激勵話語之後為了保護光美們而覺醒，成功喚醒芙娃的力量，並從閃耀之書中獲得了星彩吊墜及變身星彩筆，變身為宇宙天使。
於第21話獲得新武器彩虹香水並發動必殺技「光之美少女 彩虹噴灑」將艾溫打回原形，隨後因為自己的飛船被艾溫搶走，只好跟小光等人一起搭乘火箭來到地球，並向他們透露真名尤妮。
於第22話偷走銀河天使的雙子座公主星彩筆使出必殺技「光之美少女 彩虹噴灑」將春吉淨化。
於第23話以瑪歐的模樣吸引注意力，避免觀星鎮居民發現芙娃的分身。
於第24話在艾斯諾星獻唱，與圓香合作讓伊露瑪露出笑容。
於第25話與夥伴們一起參加觀星町的夏日祭典，觀賞煙火秀時勾起當年在彩虹星的幸福回憶。
可能由於身為貓人的關係，劇中每次見到魚的時候都會本能顯現，忍不住想要上去吃一口，也因此經常需要一旁的同伴不斷提醒才會清醒過來。
於第35話顯示她在地球與一群貓咪相處。
於第36話再次以怪盜藍貓的身分展開行動，雖然一開始不被同伴們支持，但了解到大家的想法後決定接受小光的提議，親自向唐・奧克托請求歸還戒指並成功。
於第37話的變裝大會時使用真身參與活動。
於第38話在感受到了艾溫的痛苦後成功觸發閃耀想像力。
於第45話搬入拉拉的火箭與他同住。
於第48話因戰鬥落幕而告別眾人，返回故鄉。
15年後仍在彩虹星上生活。
繼拉拉後光之美少女系列的第二位外星人，也是系列首位曾臥底於敵組織、擁有獸人外表、沒有姓氏以及沒有去上學的光之美少女。
繼《光之美少女：幸福精靈Fresh!》的伊絲、《光之美少女：美樂天使》的賽蓮、《GO! 光之美少女公主》的黛維萊德和《HUG！光之美少女》的露露・艾莫爾後第五位由反派倒戈的光之美少女。
變身咒語為「星彩吊墜！色彩填充！」。
變身口號為「在銀河間閃亮的虹色光譜！宇宙天使！」。
團體口號為「Star☆Twinkle 光之美少女」。
「Cosmo」為拉丁語的「宇宙」之意。
原名尤妮為英語「宇宙」的縮寫。瑪歐名字源於漢語「貓」。而巴凱喵則是源於バケ為日語「妖怪」之意，ニャーン為日語表示貓叫的擬聲詞，而其外表又恰巧取材自日本妖怪化猫。
- 淨化技

光之美少女 彩虹噴灑（Precure Rainbow Splash）
正式登场于第21话。將任意公主星彩筆裝上彩虹香水，轉動把手，扣下扳機發射彩虹色光束，命中後出現所用公主星彩筆符號的紋章淨化敵人。
- 個人技

光之美少女 宇宙閃光（Precure Cosmo Shining）
在自己的腳下出現一個藍色的三角形空間之後，將彩虹香水對準敵人，並扣下扳機發射藍色光束進行攻擊。
- 合體必殺技

光之美少女 南十字射擊（Precure Southern Cross Shot）
於片頭曲率先出現，正式登場於第11話。初期四人組各召喚一支閃耀魔法棒後擺出南十字座陣型（小光在上、拉拉在下、愛蓮娜在左、圓香在右），然後出現一顆大型彩色四芒星，朝敵方發射，攻擊和淨化敵人｡
光之美少女 星光閃亮（Precure Star Twinkle）
僅於電影「光之美少女 奇蹟宇宙」中出現之招式。初期四人組先將變身星彩筆插入星彩吊墜汲取能量，接著描繪巨大五芒星，將能量重疊在一起，射出強力的光波攻擊。
光之美少女 星光閃亮想像力（Precure Star Twinkle Imagination）
正式登場於第32話。首先芙娃會釋放魔法變出一個帶有粉紅色星星的金黃色球體，然後星空天使將閃耀星光筆插入金黃色球體，全體光之美少女們在芙娃身邊圍成一圈，之後芙娃召喚出5色星星幻化為5頂金色的皇冠，讓光之美少女佩戴後變身為閃亮形態（Twinkle Style），最後一起釋放出一顆巨大的彩虹色星星攻擊，出現12星座的符號淨化敵人。
第47話時，芙娃吸收了所有的閃耀想像力，獨自一人使出此招式，但少了「光之美少女」字樣，與蛇夫座的星之公主同歸於盡。
第48話時，光之美少女們集合了全宇宙的想像力使出此招式，真正戰勝了蛇夫座的星之公主。

#### 交接的光之美少女
花寺和佳／恩典天使（Hanadera Nodoka／Cure Grace）
配音：悠木碧（日本）；薛晴（台灣）；成樂怡（香港）
形象顏色：  粉红色
Healin' Good ♥ 光之美少女主角，第49話與拿鐵一同登場，在森林裡與小光巧遇。後來芙娃和普倫斯遇到危險時伸出援手，並擋下了巨大劫掠者的一次光波攻擊。
片尾曲後再次抱著拿鐵登場，與抱著芙娃的星空天使正式交接。

### 宇宙精靈
芙娃（Fuwa）
配音：木野日菜（日本）
形象顏色：  白色
外表軟綿綿的宇宙精靈，擁有能夠打開蟲洞進行瞬間移動的神秘力量，藉由公主星彩筆可變換成12種星座形態，為復活星之公主的關鍵，平常棲身於由小光保管的「閃耀之書」中，語尾習慣加上「～芙娃（～フワ）」。喜歡吃甜甜圈，同時致敬十年前作品FRESH光之美少女!。
早在前作HUG! 光之美少女最終話當中先行登場。
於第1話小光畫出她的形狀後就馬上從蟲洞跳到小光面前，還帶她去了一趟星空界。
普倫斯表示其原名為「斯佩嘉薩斯・普拉蘭・莫芙皮特・普林賽溫克（Spegasus Plalan Mofupit Princeywink）」，但根據第2話的反應她似乎比較喜歡「芙娃」這個名字。
於第3話藉由金牛座公主星彩筆的力量將金牛座公主回復原狀。
於第6話藉由獅子座公主星彩筆的力量將獅子座公主回復原狀。
於第8話藉由天秤座公主星彩筆的力量將天秤座公主回復原狀。
於第9話藉由摩羯座公主星彩筆的力量將摩羯座公主回復原狀。
於第14話藉由天蠍座公主星彩筆的力量將天蠍座公主回復原狀。
於第15話藉由人馬座公主星彩筆的力量將人馬座公主回復原狀。
於第17話藉由處女座公主星彩筆的力量將處女座公主回復原狀。
於第19話通過氣味發現巴凱喵就是藍貓，之後籍由雙子座公主星彩筆的力量將雙子座公主回復原狀，結尾被藍貓連同光之美少女一行人之前收集到的公主星彩筆一起搶走。
於第21話藉由白羊座公主星彩筆的力量將白羊座公主回復原狀。
於第23話因為偷吃了尤妮的木天蓼餅乾，造成不停打嗝並製造分身，惹出一堆麻煩。
於第24話藉由水瓶座公主星彩筆的力量將水瓶座公主回復原狀。
於第30話藉由巨蟹座公主星彩筆的力量將巨蟹座公主回復原狀。
於第31話藉由雙魚座公主星彩筆的力量將雙魚座公主回復原狀，並且接著進化為獨角獸的模樣。
於第32話被宣告還沒完全成長，需要收集「閃耀想像力」才能引導出真正的力量。
於第37話中在萬聖節化裝比賽上打扮成小狗的樣子。
於第46話中與星之公主們不幸被蛇夫座公主抓走。
第47話知道自己的身世之後，為了解救宇宙的危機，自行吸收了所有閃耀想像力，與蛇夫座公主同歸於盡。
第48話因為光之美少女們獻出了全部的力量而復活，但外表變回最初的模樣，失去了原有的力量，並被星之公主們留在星之宮殿裡。
第49話暗示已經恢復傳送的力量，來到升上太空的小光面前。
「フワ」為日語的「輕飄飄」之意。
普倫斯（Prunce）
配音：吉野裕行（日本）
形象顏色：  水色
外表酷似章魚、下半身有十條觸手、彈性十足的淺藍色外星人精靈，可自由變形，例如於第1話以身體暫時修補破裂的玻璃窗，同時擔當拉拉尚未懂得說日語前的翻譯，另外坐進UFO型專用座艙時可加快移動速度，語尾習慣加上「～普倫斯（～でプルンス）」。怕狗，但應該是出於對未知生物的本能性恐懼，類似於拉拉最初不敢嘗試吃飯糰那樣。
原先是負責侍奉星之公主們的精靈，在星之宮殿遭受襲擊之際跟芙娃一起被公主們送上宇宙逃命，而後巧遇拉拉才一起行動。
自稱宇宙食品營養師，為了讓火箭上的機器製作出的食品更加完美，因此需要仔細研究星星甜甜圈。
系列中少數在精靈型態下就會參與戰鬥的精靈。
第8話非常介意三名外星人形容他全身光溜溜沒有一絲毛髮，後來使用杜姬所送的生髮水長滿紫色毛髮，直至與小光四人坐火箭離開肯尼爾星途中突然消失。
第14話結尾在天宮家開的派對上他因為不小心偷吃了墨西哥辣椒而被辣得嘴巴噴火飛上天。
第37話中在萬聖節化裝比賽上打扮成人類帥哥的樣子。
第48話與光之美少女們分別，留在星之宮殿，並承諾會照顧芙娃。
在《元氣魔法 ♥ 光之美少女》，第27話出現普倫斯的熱氣球。

### 肯尼爾星
位於星空界的行星，外形酷似骨頭，居民均為外表毛茸茸的小狗外星人，光之美少女們第一個到訪的星空界行星，在這裡尋獲天秤座公主星彩筆。
卡帕德形容此地非常原始。
星球各地充滿骨頭，雲朵都是骨頭的形狀，甚至雨水也是細小的骨頭，肯尼爾星人就是為了保護自己不被雨滴砸傷才演化出如此茂密的毛髮。
星球傳統的打招呼方式是往左右各叫一聲之後再倒立報上名號。
杜姬（Doggie）
配音：菊池心（日本）
第8話登場，全身檸檬黃色的肯尼爾星人，口調和舉止極為男性化，與馬基和妮姬是好友。在光之美少女與卡帕德一眾苦戰時，夥同馬基和妮姬合力拔出天秤座公主星彩筆給予太陽天使。
馬基（Magi）
配音：松本健太（日本）
第8話登場，全身綠色的肯尼爾星人，瀏海完全遮蓋雙眼，與杜姬和妮姬是好友。在光之美少女與卡帕德一眾苦戰時，夥同杜姬和妮姬合力拔出天秤座公主星彩筆給予太陽天使。
妮姬（Neggie）
配音：久野美咲（日本）
第8話登場，全身粉紅色的肯尼爾星人，除了毛髮還長了桃紅色頭髮，並把頭髮綁成雙馬尾，與馬基和杜姬是好友。在光之美少女與卡帕德一眾苦戰時，夥同馬基和杜姬合力拔出天秤座公主星彩筆給予太陽天使。
長老（Elder）
配音：石原凡（日本）
第8話登場，肯尼爾星的長老，全身棕色的肯尼爾星人，杜姬的祖父。光之美少女擊退卡帕德一眾後批准她們帶走天秤座公主星彩筆。

### 庫馬琳星
位於星空界的行星，外形像是金平糖，有著極端的氣候，會隨時發生暴風雪或突然變得酷熱。
星球本身的重力是地球的兩倍，表面由寶石構成，連植物也異常堅硬，當地居民的食物以硬質物體為主。
在光之美少女們到訪之前已經有數十年沒有外星人到來了。
庫姆（Kum）
配音：伊藤健太郎（日本）
第10話登場，身材肥壯、外表很像水熊蟲的庫馬琳星人。
心地善良，毛遂自薦成為小光一行人的嚮導，即使戰鬥毀壞了家鄉也不怪罪，只擔心光之美少女們的安危。

### 迷你丘拉星
P.P.亞伯拉罕（P.P.Abraham）
配音：青山穰（日本）
小光最為崇拜的知名科幻電影大導演，於第11話結尾在小光一行人和冬貴面前出現。
第12話說明真正身份是100年前被「宇宙星空聯盟」派往地球的迷你丘拉星人調查員，告知拉拉她違反了「宇宙星空聯盟法」中「如果是沒有跟其它星球有來往的星球，絕對禁止讓後者知道異星人的存在」的規定，必須返回沙曼星接受「禁止宇宙旅行100年」的處分，而遣返飛船一周後就會到來。
在拍電影的過程中，被拉拉等人的深厚友情感動，決定收回處分，允許拉拉繼續留在地球。
第26話再次出現，並幫助小光、愛蓮娜和圓香取得了各自家長的外出露營許可以掩飾前往宇宙的事實。
第31話時因為沒有上報關於光之美少女的情報而被托帕派遣到比地球更加邊境的地帶去。
其名字戲仿了美國著名導演J·J·艾布斯。

### 沙曼星
位於星空界的行星，拉拉的故鄉。居民處處追求效率化，因此極度依賴人工智慧，不只沒有學校，不會兩位數運算，甚至連職業生涯也交由主機AI決定。
也因為極度依賴人工智慧的緣故，第30話中甚至可見沙曼星人的體質極度虛弱，連跑的力氣也沒有。
該行星上有作為核心的「主機AI（Mother AI）（配音：伊藤美紀（日本））」。
居民外型與地球人相似但有觸角，以及瞳孔中間有一個小星星，打招呼方式是互碰觸角。
名稱源於冰岛语「在一起」。
光之美少女們於第29話來到該行星。
第49話提到因為拉拉的影響而開始流行起步行，工作也不再分等級。
庫庫（Kuku）
配音：加藤亮夫（日本）
第29話登場，沙曼星調查員，拉拉的上司，該話中一度被天驕變成巨型劫掠者，被光之美少女淨化後醒來時發現公主星彩筆在拉拉手中，再加上研究所被破壞而認定拉拉是入侵研究所的盜賊，使得小光一夥被主機AI全面通緝。

#### 拉拉家
托托（Toto）
配音：關俊彥（日本）
拉拉的父親，第29話登場，是AI研究員。
卡卡（Kaka）
配音：平野文（日本）
拉拉的母親，第29話登場，是火箭工程學博士。
洛洛（Roro）
配音：齐藤壮马（日本）
拉拉的雙胞胎哥哥，第25話結尾登場，並通過火箭的人工智慧聯絡拉拉。
第26話中告訴拉拉他在沙曼星發現了公主星彩筆的蹤跡，在第29話因此事有功而得到宇宙星空聯盟頒給獎章。
調查員等級為1，是最高級。
即使沒有專用雷達也能找到公主星彩筆，其調查員能力連尤妮也覺得優秀。
但就算調查員能力再優秀，當第30話親眼目睹雙胞胎妹妹拉拉就是光之美少女時還是令他大吃一驚，事後他也承認拉拉確實已經長大了。

### 傑尼星
位於星空界的行星，該星球內有一座人山人海的繁華大都市，這是一個不屬於宇宙星空聯盟管轄內，凡事以金錢決定的無法地帶，名稱源於日語「錢幣」。該星球流通的貨幣單位為「基蘭」，一基蘭價值相當於一日圓。
多拉姆斯（Drums）
配音：木村昴（日本）
第15話登場，身著西裝、外表為龍與蜥蜴混合的傑尼星人，為星空界首富多拉貢家族的繼承者，傑尼星知名的富家子弟。為了競標公主星彩筆而在傑尼星周遊列國，期間與小光等人相遇。
第17話中他在自家大宅跟光之美少女們以各自的公主星彩筆為賭注發出挑戰。期間遭到卡帕德亂入並第二次被染黑心靈，戰後想邀請小光一夥人加入龍兵團，不過被拒絕了。
本作第一個知曉光之美少女身分的普通人。
名字源於英語爵士鼓，或者是英語龍（ドラゴン）和日語兒子（息子）的混合。
唐·奧克托（Don Octo）
配音：塾一久（日本）
第15話登場，外表酷似章魚的外星人，傑尼星拍賣會的參與者，臭名昭著的宇宙黑手黨頭目。
第36話因得到彩虹星的戒指被怪盜藍貓盯上，一開始當然不能諒解這種行徑，不過後來被尤妮的真情打動，主動歸還戒指。
唐（Don）在歐美語系是用來尊稱上位者的詞語，較多用於黑手黨一類非法組織，奧克托（octo）則是英語的章魚。
西塔科·乙太（Shitako Ether）
配音：齊藤貴美子（日本）
第15話登場，外表酷似青蛙的外星人貴婦，傑尼星拍賣會的參與者，為知名宇宙料理評論家，試吃圓香所贈的甜甜圈時因為極為美味，而將每顆甜甜圈定價為十億基蘭。
司儀
配音：前田剛（日本）
第15話登場，傑尼星拍賣會的主持人。外形為四足雙腳的綠色飛蟲外星人。

### 彩虹星
位於星空界的行星，並未加入宇宙星空聯盟，尤妮的故鄉，第15話首次被提及。
居民以各色貓咪為設計原型，長有黑色的貓耳貓尾，第20話提及此種族擁有變化形態的能力，因此遭到其他種族的外星人排斥而流浪到荒蕪的無名星球定居，也就是現在的彩虹星。
星球上會產出名為「彩虹石」的漂亮礦石，不僅具有彩虹般的多種顏色，而且敲一下就能發出特殊電磁波，用於干涉電子訊號、轉化為強力能源、淨化水質、促進植物生長等，是個名副其實的萬能寶物。
據普倫斯所說這是一顆已經毀滅的星球，整個星球的1800名居民全都變得像石頭一樣堅硬，並且拉拉還說到底是什麼原因才導致這樣的沒人知道，隨後普倫斯進一步表示據他所知那顆星球的珍貴寶物被人奪走並流通到了市面上。
光之美少女們於第19話來到該行星尋找公主星彩筆，並得知導致這顆星球毀滅的罪魁禍首不是別人，正是艾溫。
第48話被金牛座的星之公主提及已經全員復活，第49話得到確認，在艾溫的幫助下順利重建。
奧莉菲歐（Oliphio）
配音：宮田幸季（日本）
第20話回憶提及，彩虹星的女王。負責教導包括尤妮在內的彩虹星兒童，也是她要求尤妮獨自逃生的。
艾溫稱之為已經存在上百年的「永恆的奧利菲歐（永遠のオリーフィオ）」，而尤妮說過：「我們全都是奧利菲歐的孩子，奧利菲歐既是我們的父親，也是我們的母親，更是我們本身，我們都是一體的（私たちは全てオリーフィオの子。オリーフィオは父でもあり母でもあり私自身でもある。私たちは一つ）」，是位相當神祕的角色。

### 艾斯諾星
位於星空界的行星，形狀像雪人，表面終年被冰雪覆蓋。
光之美少女們於第24話來到該行星，尋獲水瓶座公主星彩筆。
尤奇歐（Yukio）
配音：杉田智和（日本）
第24話登場，外表酷似雪人的艾斯諾星人，自稱艾斯諾星首席帥哥，不知道雪人的存在。
因為在一次意外中摔斷了鼻子，所以只好拿其他東西代替鼻子，其中也包括了公主星彩筆。
為了拯救伊露瑪而將公主星彩筆交給了光之美少女。
伊露瑪（Iruma）
配音：藤井幸代（日本）
第24話登場，外表酷似雪女的艾斯諾星人，艾斯諾星第一美女，性格較為冰冷難以親近。漂浮於頭頂的雪花可用於飛行，尤奇歐對她抱有好感。
據尤奇歐所說她從來都沒有笑過，之後因為看到尤奇歐沒有鼻子時的滑稽樣子而哈哈大笑。
其實是個愛笑的人，但是因為怕被尤奇歐討厭才不想露出笑容。

### 普魯倫星
位於星空界的行星，表面被水包圍，楊楊的故鄉。
居民以各種海洋生物為設計原型。
光之美少女們於第27話來到該行星，修理嚴重損壞的火箭，並在第28話修理完成之後離開該行星。
楊楊（Yanyan）
配音：西明日香（日本）
第26話登場，寄居蟹型普魯倫星人少女，語尾習慣加上「～楊（～ヤン）」，在主角們前往沙曼星途中混入火箭，跟他們混熟了之後還願意幫忙帶路去普魯倫星找人修理火箭。
第27話中拿出「變身珠」讓自己和光之美少女們可以變成美人魚穿越海水，前往星球的中心地區。
塔茨（Tatsu）
配音：高橋伸也（日本）
第28話登場，海馬型普魯倫星人，弗雷亞的徒弟。
伊卡林（Ikarin）
配音：下崎紘史（日本）
第28話登場，烏賊型普魯倫星人，弗雷亞的徒弟。
塔科林（Takorin）
配音：飯島肇（日本）
第28話登場，章魚型普魯倫星人，弗雷亞的徒弟。

### 普拉茲馬星
位於星空界的行星，是一顆熾熱的火焰之星，第28話中被提及，弗雷亞的故鄉。
居民外型均為熊熊燃燒的火焰。
弗雷亞（Flare）
配音：廣田行生（日本）
第28話登場，外表為一團橘紅色火焰的普拉茲馬星人，現定居在普魯倫星，是小有名氣的工匠。性格火熱，幫助修理拉拉的火箭。
在那之後也經常接受拉拉的委託幫忙修理火箭以及維持其外觀。

### 烏拉納因星
位於星空界的行星，是一顆以占卜而聞名的星球。
光之美少女們於第38話來到該行星，拜訪占卜師哈凱喵尋求有關閃耀想像力的情報。
哈凱喵（Hakkenyan）
配音：上田燿司（日本）
第38話登場，盲人占星師，外貌與巴凱喵一模一樣，尤妮心目中宇宙第一的占卜師。
與尤妮是舊識，當年曾給不知所措的尤妮指點迷津，並給她看自己年輕時候的外貌。

### 古天星
位於星空界的行星，天驕的故鄉，第39話出現於天驕的回憶之中，第43話得知其名。
是一個相當繁華、高樓林立且科學發達的星球。
該星球的人長著紅色皮膚、有著各種不同的髮色、鼻子都很長。
大多性情傲慢自大、目中無人，充斥著嘲笑的白眼。
即使面對宇宙星空聯盟依舊高姿態。
第43話光之美少女們來到該行星，和宇宙星空聯盟會合，委託分析關於劫掠侵襲者總部的磁場訊息。
能收納拉拉的火箭、或普倫斯的UFO型座艙的小型扭蛋狀容器就是使用此處研發的微縮化技術的製品。
天驕（Tenjou）
#劫掠侵襲者参照。

### 其他外星人
薩博羅（Saboro）
第34話登場，是一位太空旅行者，沒有語言能力，拉拉推測他可能是從植物進化而來的智慧生命。
因為全身帶刺又不會說話，旅途中屢遭各個星球的居民排斥，其實非常渴望得到認同。
與愛蓮娜成為心意相通的朋友後，四肢長出淡金色絨毛，尖刺開出一朵朵白花，頭頂的花苞也隨之綻放。摘了手上的一朵花送給愛蓮娜，並為了跟更多星球的人成為朋友而再次展開旅程。
實際上並沒有名字，真正的觀察員薩博羅翹班跑去度假了，這位只是碰巧來到地球的旅人而已。
桑塔星人
配音：林勇（日本）
第44話登場，很像馴鹿的外星人，個性自由奔放，喜歡給人帶來驚喜，為尤妮在以怪盜藍貓的身分活動期間認識的老熟人，受過其不少的照顧。
同話中來到地球，為地球人派發聖誕禮物。

### 宇宙星空聯盟
囊括了星空界所有星球，並制定了專門法律「宇宙星空聯盟法」約束星空界各個星球及其居民行為的星際聯盟組織。
聽說光之美少女現身的消息並確認星之公主們接連復活之後，目前正在極力找尋光之美少女，希望可以與之結盟，納為己用。
該聯盟在地球附近設有一個支部「天之川空間站」。
托帕（Toppa）
配音：辻親八（日本）
第29話登場，宇宙星空聯盟的領袖。
與普倫斯是老相識。
第30話親眼見識到光之美少女的變身，並在她們啟程離開時搭乘飛船追趕。
對於自己無力阻止星之宮殿覆滅一事相當愧疚。
第32話表示不再強求與光之美少女們結盟一事，且會待在天之川空間站幫忙收集有關閃耀想像力的情報。
第43話因為捕捉到劫掠侵襲者總部的磁場，而帶著光之美少女們前往古天星委託分析工作。
第46話率領全聯盟參與星之宮殿攻防戰，隔話亦參與前往劫掠侵襲者總部的行動。
戰鬥結束後將原本作為劫掠侵襲者總部的星球送給劫掠侵襲者成員，讓他們有個安身立命的地方。
P.P.亞伯拉罕（P.P.Abraham）
#迷你丘拉星参照。

### 星之公主
在星空界中心聖域「星之宮殿（スターパレス）」擔當了維持全宇宙平衡重要角色的十四位公主。每個黃道十二星座中均有一位星之公主。因為曾經受到劫掠侵襲者攻擊，而變成公主星彩筆散佈於宇宙中。
必須藉由光之美少女的力量讓公主星彩筆現形，接著再利用芙娃的力量恢復真身，即使復活，公主星彩筆也不會消失。
公主星彩筆與星之公主的狀態會互相影響。
第31話所有星之公主平安返回星之宮殿。
根據第46話蛇夫座公主所述，星之公主們是這個宇宙的創造者，同話中蛇夫座公主將星之宮殿裡的所有星之公主全部抓走。
金牛座公主（Princess of Taurus）
配音：川澄綾子（日本）
來自及代表金牛座的星之公主，第1話登場，將芙娃送走前表示芙娃為最後的希望。劇中表現來看似乎是星之公主的領袖。
於第2話的回憶中送走芙娃和普倫斯。
後來於第3話中被小光和拉拉尋獲其公主星彩筆，藉由芙娃的力量復活並回歸星之宮殿本位。但是因為小光使出「光之美少女 金牛座星空飛拳」的關係所以還沒有完全恢復力量，並且告訴小光和拉拉「若要拯救全宇宙，就要找到所有公主星彩筆，再透過芙娃去培養力量」。
於第11話因為本身的公主星彩筆被艾溫染黑，身體亦暫時被黑暗籠罩，直至星空天使重獲公主星彩筆後回復原狀。
於第20話在星之宮殿察覺到宇宙天使的誕生。
在大戰結束後，打算挽留蛇夫座公主，請她回來一起繼續維持全宇宙的平衡，但被拒絕了。
獅子座公主（Princess of Leo）
配音：米澤圓（日本）
來自及代表獅子座的星之公主，第6話被光之美少女從艾溫手上奪回並淨化其公主星彩筆，之後藉由芙娃的力量復活並回歸星之宮殿本位。
天秤座公主（Princess of Libra）
配音：Mako（日本）
來自及代表天秤座的星之公主，第8話被光之美少女在肯尼爾星尋獲其公主星彩筆，之後藉由芙娃的力量復活並回歸星之宮殿本位，故意無視全身長毛的普倫斯。
摩羯座公主（Princess of Capricornus）
配音：林真里花（日本）
來自及代表摩羯座的星之公主，第9話被光之美少女從艾溫手上奪回並淨化其公主星彩筆，之後藉由芙娃的力量復活並回歸星之宮殿本位。
天蝎座公主（Princess of Scorpius）
配音：遠藤綾（日本）
來自及代表天蝎座的星之公主，第14話被光之美少女從天驕手上奪回其公主星彩筆，之後藉由芙娃的力量復活並回歸星之宮殿本位。
人馬座公主（Princess of Sagittarius）
配音：伊藤美紀（日本）
來自及代表人馬座的星之公主，第15話其公主星彩筆出現在傑尼星的拍賣會，雖然由光之美少女們得標但很快被宇宙怪盜藍貓偷走，所幸藉由星彩吊墜的感應成功追上藍貓。之後在與劫掠怪交戰期間由藍貓交還，藉由芙娃的力量復活並回歸星之宮殿本位。
處女座公主（Princess of Virgo）
配音：近藤唯（日本）
來自及代表處女座的星之公主，第17話其公主星彩筆被發現在多拉姆斯的藏寶庫。光之美少女們與藍貓合作突破考驗，在與卡帕德交戰期間成功奪回，藉由芙娃的力量復活並回歸星之宮殿本位。
雙子座公主（Princess of Gemini）
配音：依田菜津（日本）
來自及代表雙子座的星之公主，第19話其公主星彩筆被發現在彩虹星，光之美少女們在與艾溫的交手後成功奪回，藉由芙娃的力量復活並回歸星之宮殿本位。
白羊座公主（Princess of Aries）
配音：小島幸子（日本）
來自及代表白羊座的星之公主，第10話其公主星彩筆被發現在庫馬琳星，但被艾溫搶先入手變成黑暗筆，幾經周折之後最終於第21話成功奪回，藉由芙娃的力量復活並回歸星之宮殿本位，期望光之美少女早日集齊公主星彩筆等待奇蹟發生。
水瓶座公主（Princess of Aquarius）
配音：金香里（日本）
來自及代表水瓶座的星之公主，第24話其公主星彩筆被光之美少女發現藏身於艾斯諾星，被尤奇歐拿來代替自己的鼻子。後來他為了拯救伊露瑪而將筆交給了光之美少女，藉由芙娃的力量復活並回歸星之宮殿本位。
巨蟹座公主（Princess of Cancer）
配音：村川梨衣（日本）
來自及代表巨蟹座的星之公主，第26話其公主星彩筆被拉拉的哥哥洛洛於沙曼星找到，之後在第29話光之美少女與天驕於沙曼星研究所附近的戰鬥中落入拉拉手中，卻導致小光一夥被庫庫誤認為是入侵研究所的盜賊而遭到主機AI全面通緝。緊接著於第30話在銀河天使將其激活並發動完必殺技後，藉由芙娃的力量復活並回歸星之宮殿本位，並提醒光之美少女們只剩最後一位星之公主——雙魚座公主尚未被找到。
雙魚座公主（Princess of Pisces）
配音：大地葉（日本）
來自及代表雙魚座的星之公主，擁有美人魚一般的外型，第31話其公主星彩筆在小行星帶被卡帕德發現並獻給加魯奧加，戰鬥中落入星空天使手中，並在戰鬥結束後藉由芙娃的力量回歸星之宮殿本位。
達克尼斯特／蛇夫座公主（Darknest／Princess of Ophiuchus）
配音：園崎未惠（日本）
來自及代表蛇夫座的星之公主，劫掠侵襲者的首領，被組織成員稱之為「那位大人」，身體被封印於黃色菱形水晶內，在第4話中被加魯奧加首次提及，之後於第11話因為光之美少女覺醒了南十字座的力量而甦醒，外形為深綠色的靈魂及亮紅色的眼睛，自稱為「吾（われ）」。
根據第46話金牛座公主的講述，她是曾經離開了星之宮殿的第13位星之公主。
於第10話透過水晶體賜予卡帕德、天驕及艾溫三人力量，之後從天驕口中得知他所賜予的力量，只是暫時的很快就消耗完。
於第12話中得知他的力量正在慢慢的覺醒之中，並再次賜予卡帕德、天驕及艾溫三人強化力量，不只強化三人手持武器，甚至在第13話得知無論是誰都可以利用各自的武器將人類的心靈染上黑暗並將黑暗的想像具現化。
於第20話在組織總部察覺到宇宙天使的誕生。
於第21話親自介入艾溫與光之美少女間的戰鬥，其後在總部顯露真身，外形為身穿深綠色罩袍的蛇妖怪人。
於第32話稱芙娃為「容器」，並嚴令手下幹部們必須在光之美少女取得「閃耀想像力」之前把芙娃搶過來。
於第44話利用劫掠者作為替身與光之美少女交手。
於第46話親率劫掠侵襲者組織傾巢而出向星之宮殿發動總攻擊，隨後在星之宮殿當著所有人的面顯露自己的蛇夫座公主真身，稱現在這個充滿想像力的宇宙是失敗品，才進行了一連串毀滅宇宙的計劃，也坦言就是自己摧毀了加魯奧加的母星，最後抓走了芙娃與13位星之公主們。
第47話講述了更進一步的事實：當年，星之公主們提議把自己的力量化為想像力（創造力）分享給全宇宙的生命，但蛇夫座公主擔心想像力扭曲會造成宇宙危機所以堅決反對。而金牛座公主告訴他「屆時，擁有最純粹想像力的存在『光之美少女』將會挺身而出，導正世界」。蛇夫座公主無法接受這個說法，試圖使用暴力逼迫其他公主們屈服，卻不敵另一方的人數優勢而遭到放逐。
後來，公主們將自身一半的力量化為想像力分享到全宇宙去。證據就是，不管什麼星球都有「十二星座」的概念，但星座應該會根據觀測者星球不同而有所差異。為了復仇，蛇夫座公主收集了宇宙中的扭曲想像力，創立劫掠侵襲者，並攻擊了星之宮殿。就在即將攻破之時，十二星座的公主們使用星之宮殿的一部份創造出芙娃，並將剩餘的力量注入這個「容器」裡送走。因為想要重塑宇宙，就等於是要重新創造宇宙，只有蛇夫座公主一人無法達成，必須要其他公主們合力才能達成，所以蛇夫座公主才會抓走芙娃跟所有星之公主。
與光之美少女的戰鬥中遭到芙娃的攻擊同歸於盡，但隔話還是從黑洞中再次現身，毫髮無傷，並製造黑洞吞噬整個宇宙。在光之美少女們堅定不移的決心之下，計畫終告破產，宇宙恢復原狀，自己則表示想見識見識光之美少女們所謂的「想像力的可能性」而離去，臨走前將破碎的手鐲交給加魯奧加。
其名稱為英語「黑暗」和「巢穴」的合體字。其外表取材自日本傳說生物八岐大蛇。

### 劫掠侵襲者（）
以支配全宇宙為終極目標，妄圖搶奪芙娃的邪惡組織。該組織的總部為一處位於宇宙深處黑洞之內，極其陰森恐怖的巨型浮島外星要塞。幹部們的形象均來自日本妖怪。
成員之間的感情很差，經常勾心鬥角、冷嘲熱諷，還帶有競爭意識，但最終隨著成員們的改邪歸正，以及大戰結束後的影響下，全員彼此放下成見，和睦相處。
第46話全員都穿上達克尼斯特特製的鎧甲，對星之宮殿發動總攻擊，但因為扭曲的想像力被過度強化而痛苦萬分，後來經由光之美少女們淨化恢復自由並逐一顯露真身。
第47話跟隨光之美少女等人參與了前進劫掠侵襲者總部的行動。
大戰結束後正式被授予其總部所在地的行星，並將它建造成相當美麗的行星。

#### 首領
達克尼斯特／蛇夫座公主（Darknest／Princess of Ophiuchus）
#星之公主参照。

#### 高層
加魯奧加（Galouga）
配音：鶴岡聰（日本）
劫掠侵襲者的最高幹部，全身水色而且長著三隻眼睛及一對尖角，身著藍色罩袍的男性外星怪人，於第3話中被天驕首次提及，第4話開始正式登場。
左腕的手環具有開啟蟲洞的功能。
於第11話在組織總部親眼目擊首領達克尼斯特甦醒。
於第31話為了奪取光之美少女擁有的11支公主星彩筆而親自出動，展現出技壓群雄的強大戰鬥力，但也因此曝光了唯一的弱點：無法在太空中呼吸。
於第32話提及自己與卡帕德、天驕在母星毀滅後被達克尼斯特收留，戰鬥中被打碎手環後逃走。
第48話戰後蛇夫座公主把手環歸還，並說因為力量還有剩的時候任其使用，但他在看到光之美少女們把吊墜的力量都用在復活芙娃後，非但沒有追上蛇夫座公主，反而決定用最後的力量打開蟲洞送小光等人回她們的故鄉。
ガル為日語狼群低沉吼叫的擬聲詞，オウガ為英語食人巨妖之意。其外表取材自日本妖怪青鬼和中華神明二郎神楊戩。

#### 幹部
卡帕德（Kappard）
配音：細谷佳正（日本）
劫掠侵襲者的男性幹部，半禿頭而且長著綠色長髮、佩戴橙色護目鏡、塗上綠色口紅的外星怪人，手持雷射雙刃劍作為武器，頸上的頸圈具備翻譯和通訊功能。另外可以從頭部釋放出名為「卡帕德強襲（カッパード・ストライク）」的水流攻擊。自稱水陸宇宙三棲，所以能自由於外太空呼吸。第11話提及是因為其母星被他人搶走，所以才開始搶奪其他星球的資源。
行動目標為「捕獲芙娃」。
於第4話得到由艾溫所給的新型雷達。
於第10話得到「達克尼斯特」賜予的力量，使戰鬥力大幅提升，成功從星空天使手中搶得金牛座公主星彩筆。
於第11話與天驕、艾溫三人合體變成劫掠怪，被「光之美少女 南十字座射擊」打成重傷後由巴凱喵帶著逃走，金牛座公主星彩筆亦被星空天使奪回並淨化。
於第12話被達克尼斯特強化了手持武器雙刃劍。
於第13話開始將被害者的心靈染黑並據為己用並講「我的利刃啊，吸收吧！這扭曲的想像力！（わが刃よ、とくとすえ！歪んだイマジネーション！）」，把強化後的雙刃劍改變成其他武器。
由第37話的回憶可知，其出身的母星本來有許多不同種族的外星人和平共處，但隨著人種複雜化，衝突日益增加，又被外星人奪走資源，導致毀滅。也是因為這樣，所以他無法諒解拉拉的行為，對他來說，這就是在重現自己母星的過往。
第45話被光之美少女打敗之後，正要與星空天使和解時被達克尼斯特強行召回劫掠侵襲者總部，並強迫加入「計劃」。
カッパ就是日語的「河童」，半禿頭外貌與喜歡水的設定都符合河童的形象。
| 集數 | 受害對象                     | 變化後的武器     |
| ---- | ---------------------------- | ---------------- |
| 13   | 輕部龍乘                     | 噴射衝浪板       |
| 17   | 多拉姆斯（第二次）           | 龍形三節棍       |
| 23   | 一大堆芙娃分身               | 棉花棍           |
| 26   | 楊楊                         | 蟹鉗長槍         |
| 33   | 寵物狗雪人                   | 劍和盾牌         |
| 35   | 姬之城櫻子（第二次）         | 狼牙棒           |
| 37   | 兩位參加變裝比賽的觀星鎮居民 | 長柄錘           |
| 40   | 香久矢冬貴                   | 弓箭             |
| 45   | 卡帕德                       | 月亮之棍及三叉戟 |

天驕（Tenjou）
配音：遠藤綾（日本）
劫掠侵襲者的女性幹部，全身紅色而且長著紅色頭髮、佩戴黑色天狗面罩、塗上黃色口紅的性感美女外星怪人，手持紅色團扇作為武器，第3話開始正式登場。本身不直接參與戰鬥，而是設計陣型讓劫掠者們進行戰鬥以及派遣他們搜掠公主星彩筆，視劫掠者為棋子。
行動目標為「奪取星之公主的力量」。
於第5話敗給月神天使後打算尋求增援。
於第10話得到「達克尼斯特」賜予的力量，使戰鬥力大幅提升，之後使用「達克尼斯特」的力量讓劫掠者們的戰鬥力大幅提升。
於第11話與卡帕德、艾溫三人合體變成劫掠怪，被「光之美少女 南十字座射擊」打成重傷後由巴凱喵帶著逃走。
於第12話被達克尼斯特強化了手持武器團扇。
於第14話將被害者的心靈染黑並據為己用並講「煽動吧，團扇！膨脹吧，扭曲的想像力！（あおれうちわよ！ふくれろ、ゆがんだイマジネーション！）」，並且將被害者變成劫掠者。
於第39話使用變身珠喬裝成外籍老師混入觀星中學，化名為「喬・天狗（Joe Tengu）」，打算找機會搶奪芙娃，順便打壓愛蓮娜的志氣，但計畫失敗。期間的回憶畫面可知其出身於相當繁華的母星，但母星的社會環境極其不友善，充斥著嘲笑與白眼，所以就像卡帕德無法諒解拉拉一樣，她也無法諒解愛蓮娜認為笑容和友情可以連接世界的看法，因為這就是在重現自己母星的過往。
於第43話揭露離鄉背井的過去：出身於以長鼻子為傲的古天星，卻沒有長鼻子，即使幼時被大人們說不需要在意，還是在成長過程中體會到這份「同情」背後的「傲慢」與「蔑視」，因而對故鄉心灰意冷。後來為了戰勝光之美少女以及報復古天星，不惜親自化身巨型劫掠者，但還是敵不過太陽天使的閃耀想像力，戰敗撤退。
テンジョウ為日語「天狗」一詞的諧音，而且其全身紅色肌膚、鼻子長長的天狗面罩及手持團扇的設定都符合天狗的形象。
巴凱喵（Bakenyan）
#光之美少女（Precure）参照。

#### 戰鬥員
劫掠者（Nottorei）
配音：下山吉光、田中健大、越後屋浩介、宮崎遊、近藤唯、小島幸子、金香里（日本）
劫掠侵襲者的小嘍囉，數量眾多，全部穿上面部印有紫色英文單詞「NO」的銀色戰鬥服，另外領口有著看像圍巾或短領帶型的圖案、看似一個紫色「T」字，加起來為英文單詞「NOT」，鞋底裝有火箭推進器，手持小型雷射槍及手榴彈作為武器，戰鬥力與光之美少女相比強弱懸殊。
每個劫掠者的其實都是不同種族的外星人，所以劫掠者體型不怎麼一致。
由卡帕德及天驕他們負責指揮劫掠者們作戰。
於第10話天驕使用「達克尼斯特」賜予的力量，讓劫掠者們的戰鬥力大幅提升，但是會加劇消耗體力。第21話達克尼斯特再次讓劫掠者們的戰鬥力大幅提升。當下頭部的「N」會發光。
於第14話開始天驕使用達克尼斯特強化的團扇，將被害者的心靈染上黑暗，變成劫掠者，且外型比一般的劫掠者更大。被打敗後被害者的心靈將會得到淨化同時由劫掠者變回原狀。
在後期劫掠怪因故無法再出場後，戲份大幅增長，以取代其作為刺客物質的地位。
於第38話的回憶可知劫掠者所穿的制服是艾溫的發明，具有強化體能的作用。
| 集數  | 受害對象       | 原因                                                                 |
| ----- | -------------- | -------------------------------------------------------------------- |
| 14    | 天宮透馬       | 只希望自己能生活在一個正常的家庭裡而對家裡人熱情開朗的性格極度的反感 |
| 18    | 星奈輝美       | 被總編輯批評無論對話、作畫、纖細度也不足而拒絕刊登，令自己感到不甘心 |
| 22    | 星奈春吉       | 認為自己教育兒子陽一的方法是錯的，害得輝美與小光經歷過家人分別的痛苦 |
| 24    | 伊露瑪         | 不想嶄露笑容                                                         |
| 25 30 | 劫掠者自身     | 無                                                                   |
| 29    | 庫庫           | 無                                                                   |
| 34    | 薩博羅         | 因為是從植物進化的智慧生命，可能對地球人販賣花卉的行為感到憤怒不解   |
| 36    | 唐·奧克托      | 對藍貓偷走彩虹星戒指一事大發雷霆                                     |
| 39    | 觀星中學的校長 | 強烈渴望觀星中學能夠在英語演講學校對抗賽中奪冠                       |
| 42    | 天宮楓         | 認為愛蓮娜並沒有露出發自內心的笑容                                   |
| 43    | 天驕           | 痛恨那些嘲笑自己短鼻子的古天星人                                     |
| 49    | 星奈陽一       | 因為撿到劫掠者面具並戴上導致變成巨型劫掠怪                           |

#### 怪物
劫掠怪（Notrigger）
配音：下山吉光（日本）
本作刺客物質，為光之美少女系列最遲出場的刺客物質，同時也是第一個因為劇情因素（公主星彩筆全被光之美少女取得，導致艾溫無法再將公主星彩筆轉變為黑暗筆）導致後期再也無法出場的刺客物質。第6話開始登場，為劫掠侵襲者幹部艾溫利用黑暗筆將人類的心靈染上黑暗並將黑暗的想像具現化之後誕生的怪物。額頭上印有英文字母「N」的大寫，臉下有一顆裝有包圍著受害者的黑心。被打敗後怪物消失且受害者將恢復自由。
由艾溫負責製造及指揮劫掠怪作戰。
於第11話艾溫將自己與卡帕德、天驕三人合體變成劫掠怪，並且戰鬥力大幅提升。跟以往的劫掠怪不同，能靠自我意識來控制劫掠怪。
於第12話艾溫使用達克尼斯特強化的黑暗筆製造劫掠怪，並且比以往的劫掠怪更加強大。
於第19話得知只要人還留有想像力和心，就算是石化的人也可以變成劫掠怪。
於第20話艾溫使用達克尼斯特強化的黑暗筆將自己變成劫掠怪，並且艾溫靠自己意識來控制劫掠怪。
名字的由來是日語的「盜取」和英語「觸發器（trigger）」的組合詞。
| 集數  | 受害對象               | 附身台詞                                                                               | 附著物體   |
| ----- | ---------------------- | -------------------------------------------------------------------------------------- | ---------- |
| 6     | 空見遼太郎             | 情緒低落而講出對天文台和星座相當無聊和毫無價值                                         | 天文望遠鏡 |
| 9     | 姬之城櫻子             | 抱怨無論有多努力也當不上學生會會長                                                     | 本人的頭髮 |
| 11    | 卡帕德+天驕+艾溫       | 因為自願合體而並無怨言，道出劫掠侵襲者要統治全宇宙和將光之美少女打入宇宙盡頭黑暗的野心 | 三人合體   |
| 12    | P.P.亞伯拉罕           | 抱怨電影無聊透頂                                                                       | 攝影機     |
| 15    | 多拉姆斯               | 無                                                                                     | 西方飛龍   |
| 16    | 那須弓香               | 不需要朋友，只需要自己一人                                                             | 箭靶       |
| 19    | 一個被石化的彩虹星礦工 | 無                                                                                     | 頭盔與鋤頭 |
| 20-21 | 艾溫                   | 不能饒恕巴凱喵（藍貓）                                                                 | 自身       |

#### 第三勢力
艾溫（Eyeone）
配音：村川梨衣（日本）
光之美少女的第三敵人，原劫掠侵襲者的少女幹部，全身桃色、穿著花哨而且只有單眼、塗上紅色口紅及一頭黃色雙馬尾的外星怪人，身邊總是跟隨著一位名叫巴凱喵的獸人管家，擅長開發各種道具，被其管家巴凱喵稱為劫掠侵襲者首屈一指的超天才科學家，自稱為「咱家（あたい）」，常常發出「嘻哈哈（ケヒャヒャ）」的笑聲，語尾為「我就這樣說過啊！（だっつーの！）」，性格自大、目中無人、口不擇言而且不服輸。手持黑暗筆作為武器，在召喚劫掠怪戰鬥時會講「黑暗筆，把想像塗抹掉吧！（ダークペン、イマジネーションをぬりつぶせっつーの！）」，是本作唯一一個能召喚刺客物質的角色。
於第4話開始與自己的管家巴凱喵一同正式登場，並給予卡帕德新型公主星彩筆搜尋雷達。
於第6話開始與自己的管家巴凱喵一起出擊，分別稱呼卡帕德和天驕為「大叔（おじさん）」和「大嬸（おばさん）」，還有蔑稱光之美少女四人為「一群蠢蛋（間抜けズラ）」和「小鬼（ガキ）」。出擊後將遼太郎用黑暗筆變成劫掠怪。
於第9話使用黑暗筆將櫻子變成劫掠怪，但被月神天使智取黑暗筆並還原成摩羯座公主星彩筆。
於第10話得到「達克尼斯特」賜予的力量，使戰鬥力大幅提升，之後在庫馬琳星挖出白羊座公主星彩筆，並當場使用裝置製成黑暗筆。
於第11話將卡帕德搶來的金牛座公主星彩筆使用裝置製成黑暗筆，之後將自己與卡帕德、天驕三人合體變成劫掠怪，被「光之美少女 南十字座射擊」打成重傷後由巴凱喵帶著逃走。
於第12話被達克尼斯特強化了手持武器黑暗筆，之後使用強化的黑暗筆將P.P.亞伯拉罕變成劫掠怪。
於第19話在彩虹星藏寶洞內親自與光之美少女戰鬥，並道出過去以失控的黑暗筆將彩虹星所有居民石化的事實。巴凱喵變回藍貓真身後，憤而將一名石化彩虹星礦工變成劫掠怪並搶走所有寶物。
第20話為了找藍貓算帳不惜將自己變成劫掠怪。
第21話與光之美少女交戰其間，被達克尼斯特介入，以毀滅思考能力為代價強化力量。在被「光之美少女 彩虹噴灑」打回原形之後，個人覺得再無顏面回到劫掠侵襲者總部，而劫走尤妮的飛船狼狽逃走。
隨後於第27話駕駛由尤妮的飛船改造而成的「艾溫機器人16號」現身普魯倫星，提及自己已經離開劫掠侵襲者的事實，揚言要對光之美少女報復，但被打跑。
第29話末現身沙曼星，並於第30話聯手天驕展開行動，奪取沙曼星的主機AI並企圖殺害光之美少女一行人，但因為拉拉的個人AI及時共享情報，成功使主機AI擺脫控制而計畫失敗。
第38話駕駛「艾溫機器人23號」現身烏拉納因星，因為看到哈凱喵而回憶起過往。她曾是個無家可歸的流浪外星人，因為意外跑到劫掠侵襲者總部而被收留，並發明出劫掠者的制服。最後雖然得到尤妮的原諒，不過沒有想被光之美少女們同情，甚至放話說下次一定會打贏她們之後就逃跑了。
第46話現身星之宮殿，在宇宙天使臨危之時伸出援手，並老實地為之前的行為道歉，之後光之美少女等人主導的撤退行動中帶著卡帕德、天驕和加魯奧加跟上。
第48時據尤妮所述，將著手研究幫助彩虹星恢復往日榮光的方法。
長大後改成短髮造型，在重建彩虹星的過程中提供許多幫助，而深受居民信賴。
アイワーン就是英語的「一隻眼」，正好符合其獨眼的形象。其外表取材自日本妖怪一目小僧和神明雷神。

### 主角的家人

#### 星奈家
星奈陽一
配音：大塚明夫（日本）
小光的父親，為了研究外星人而在世界各地旅行，每年會在七夕這天回來與家人見面。
一回來就發現到芙娃的存在，很興奮的研究起來，小光的性格與價值觀很明顯受他影響。
以前是大學教授，小光小時候還跟家人住在一起，後來接受小光的鼓勵才決定出外旅行，經常寄世界各地的風景明信片回家。
星奈輝美
配音：小島幸子（日本）
小光的母親，是一位漫畫家，受雇於觀星出版社（観星出版）。於第18話終於得到第一次連載的機會而努力出品，但一方面成品被出版社嫌棄，一方面又無法畫自己最擅長的科幻或魔幻題材而苦惱。苦思一番之後，決定堅持自己的繪畫風格，製作外星人題材作品，而此想法也終於得到責任編輯的支持。
星奈春吉
配音：小形滿、西川舞（童年時期）（日本）
小光的祖父，與遼太郎是舊識，會稱他「阿遼」。
對於陽一出外旅行一事相當不諒解，認為是自己的教育錯誤造成小光與輝美不能與家人團圓。
星奈陽子
配音：一龍齋春水（日本）
小光的祖母。

#### 天宮家
卡洛斯
配音：利根健太朗（日本）
愛蓮娜的父親，是一個墨西哥人，花店「微笑花坊」的店長，性格極其熱情奔放，喜歡邊彈吉他邊跳舞。
天宮楓
配音：高垣彩陽（日本）
愛蓮娜的母親，是一個日本人，任職翻譯，在前往墨西哥工作期間邂逅了現在的丈夫卡洛斯。
天宮透馬
配音：近藤唯（日本）
天宮家次子，是一名低頭族，嘴裡總是叼著棒棒糖。
第14話因為父母和弟姊妹的性格和行為而受到同儕特別的注意，使到只希望自己能生活在一個正常的家庭裡的他覺得受到屈辱而對家裡人熱情開朗的性格極度的反感，因此被天驕利用變成巨型劫掠者，後來在拉拉和姐姐愛蓮娜的開導下找回真正的笑容。
天宮玲奈
配音：西川舞（日本）
天宮家三女。
天宮拓人
配音：依田菜津（日本）
天宮家四子，郁人的孿生哥哥。
天宮郁人
配音：依田菜津（日本）
天宮家五子，拓人的孿生弟弟。
天宮杏奈
配音：春野杏（日本）
天宮家么女。

#### 香久矢家
香久矢冬貴
配音：成田劍（日本）
圓香的父親，日本內閣府「宇宙開發特別搜查局」局長，性格嚴厲，對外星人極度反感，聲稱絕不放過任何包庇外星人的人。
第10話率領部下調查時親眼見證光之美少女們的火箭升空，同話末更是直接在火箭的降落地點附近。
於第11話被劫掠怪襲擊而暈倒，清醒後發現小光一行人和亞伯拉罕導演。
第12話中在得知亞伯拉罕導演和小光一行人打算拍電影時當面表示願意提供協助，還說這件事連日本首相也被驚動了。
第15話於圓香的回想中可看出似乎非常擅長拍賣競標。
第39話藉由觀星鎮民提供的照片發現了拉拉、普倫斯與芙娃等外星人的存在，並於隔話故意告訴櫻子關於拉拉可能是外星人的事情，打算讓拉拉自行曝光，結果計畫失敗。
第41話中得知之他所以調查外星人是為了聽從上級指示及讓自己能回到中央工作，不過失敗了。
15年後成為了日本首相。
香久矢滿佳
配音：椎名碧流（日本）
圓香的母親，著名鋼琴家，個性有點天然呆，喜歡講冷笑話。
15年後成為了日本首相夫人。

### 觀星中學
姬之城櫻子
配音：大地葉（日本）
就讀於觀星中學的學生，為小光班上的班長和學生會成員，姬之城家第21代當主。個性稍為高傲，視圓香為必須超越的目標和嫉妒對象。
第4話察覺到拉拉和普倫斯在教室窗外偷看，之後也有數次差點發現普倫斯和芙娃。
於第9話因為連續兩天使用雙筒望遠鏡監視圓香而在雙眼壓出兩個紅圈，有從圓香手上奪得學生會會長一職的野心，之後被艾溫變成劫掠怪，被月神天使淨化後回復原狀。
於第16話自封為「觀星中學的金星（観星中の金星）」，但被全班同學無視。
於第35話參選學生會會長一職，並成功當選。
於第40話被冬貴告知拉拉可能是外星人。
輕部龍乘
配音：榎木淳彌（日本）
小光與拉拉的同班同學，同學們普遍稱呼為「輕乘（カルノリ）」，座位正好夾在小光與拉拉中間。上學經常遲到，性格輕浮及粗枝大葉。將拉拉語尾當作姓名的一部份，並稱呼她為「羽衣拉拉倫（羽衣ララルン）」。
於第40話聽說拉拉可能是外星人。
以上兩人因此跟班上同學開始懷疑起之前的種種異象都是拉拉所為，最後見證拉拉的心意而釋懷，並與同學們一起幫忙保密。

### 其他角色
空見遼太郎
配音：多田野曜平、藤原夏海（童年時期）（日本）
天文台的管理人，小光的筆記本就是由他所送贈，於小光年幼時已經認識，被她尊稱為「遼爺爺（遼じい）」。
第10話表示最喜歡的星座就是南十字座。
第11話中意外的發現了芙娃與普倫斯的存在以及拉拉的外星人身份，但在隨後冬貴前來搜捕的時候他選擇為三人保密不向後者道破此事。
與小光的爺爺春吉是舊識，會稱他「小春」 。
人工智慧
配音：伊藤美紀（日本）
拉拉所乘坐的火箭上搭載的人工智慧系統，尊稱拉拉為「拉拉大人（ララ様）」。
於第10話顯示可以簡易的自動操作火箭。
第11話顯示擁有攜帶模式功能，為免外星人的行蹤被圓香的父親冬貴發現，拉拉啟動火箭攜帶模式，使AI變成小型球狀，方便隨身攜帶。
於第29話得知其正式名字為「個人AI（Personal AI）」。每個個人AI會在每次調查員返回沙曼星時與主機AI連線並共享情報。
被愛蓮娜問及連線之後AI會變得如何，AI只說「資料會被覆蓋掉，會變成一個既是我又不是我的全新AI」。
於第30話為了保護即將被艾溫殺害的主人拉拉及其同伴，操縱火箭發動自殺式衝鋒阻擋了艾溫的攻擊，並及時共享情報使主機AI擺脫艾溫的控制。
第45話因建立尤妮的房間而導致空間變小，拉拉也因被同學們要求乘坐AI而一度感到不好意思，最後拉拉提議在週日與同學們一起觀察火箭。
第46話的星之宮殿攻防戰和第47話的總攻擊中擔任光之美少女們的空戰機動力，也在撤退行動中起到關鍵作用。
15年後仍然繼續跟隨著拉拉前往各地，雖然外表變得破舊，但也跟拉拉一樣認為沒有關係，想繼續維持當年小光所做的這些裝飾。
甜甜圈店店長
配音：合田繪利（日本）
觀星町商店街內的店鋪「星星甜甜圈（Star Donut）」的女店長，會跟小光說觀星町內各式各樣的傳言，包括在第3話提供巨大螢火蟲（金牛座公主星彩筆）
於第9話贈送一個星星甜甜圈給圓香作為優待。
那須弓香
配音：小市真琴（日本）
第16話登場，圓香在全國弓道王大會上遭遇到的最強勁競爭對手，被稱為「天才中學生」的中學一年級生。由於射失最後一箭而屈居亞軍。
性格孤僻，否認友誼，認為變強只靠自己，朋友只是絆腳石。
追川夢男
配音：下崎紘史（日本）
第18話登場，觀星出版社的負責編輯，負責輝美的作品。
起初不斷否決輝美老是想把作品發展成科幻題材的想法，因為與出版的漫畫雜誌種類不合，但後來看到輝美作品的優點，轉而決定支持她。

## 光之美少女的用具
星彩吊墜（Star Color Pendant）
光之美少女的變身道具，在光之美少女覺醒時與變身星彩筆一起從閃耀之書中誕生。外觀為一個帶著十二星座符號轉輪的墨水瓶，可與變身星彩筆或公主星彩筆組合使用，另外上面的十二星座符號轉輪可以用來搜尋公主星彩筆的所在位置。
第3話顯示其具有翻譯功能，能幫助拉拉與地球人溝通，當然也能讓其他人與外星人溝通。但在第34話時，因為薩波坦沒有語言能力而出現語言不通的情況。
第8話顯示其具有能讓持有者自動適應不同星球自然環境的功能，連太空衣都不用穿。
第48因為光之美少女們獻出所有力量而失去所有功能。
閃耀之書（Twinkle Book）
光之美少女的道具，由小光平日里用來記錄星座的珍愛筆記本結合芙娃的力量轉換而來，芙娃的棲身之所，外觀為封面帶著流星圖案的粉色書本，當光之美少女的力量覺醒時會從中誕生出光之美少女的變身道具，與公主星彩筆組合使用可以讓芙娃復活星之公主及照顧芙娃。
除了第一頁之外的頁數可以當成一般的筆記本使用。
第48話因為失去了芙娃的力量，而變回普通筆記本。
變身星彩筆（Transformation Star Color Pen）
同為光之美少女的變身道具，在光之美少女的力量覺醒時與星彩吊墜一起從閃耀之書中誕生。外觀為上端帶著五顆彩色星星的水晶羽毛筆，筆身顏色和星星顏色為光之美少女的代表色，與星彩吊墜組合使用。
可以當成一般的筆使用，並擁有畫完外框線就會自動上色的能力，會隨著使用者的想像自由變色。
電影「光之美少女 奇蹟宇宙」中可以用於施展合體必殺技「光之美少女 星光閃亮」，而圓香在施展個人必殺技時也是使用變身星彩筆來拉弓。
第47話因為閃耀想像力被芙娃吸收而一度失去力量，無法讓光之美少女們變身。
公主星彩筆（Princess Star Color Pen）
光之美少女所使用的筆，為十二位星之公主變化成的星彩筆，即星之公主的本體，寄宿著星之公主的力量，在大戰中散落在宇宙各地，是復活星之公主們的關鍵物品。外觀為帶著星之公主圖案和與其所對應的星座符號的筆，一共有十二支，與星彩吊墜組合使用可以強化個人必殺技，與閃耀之書組合使用就能讓芙娃復活星之公主及照顧芙娃，與彩虹香水組合使用可以發動必殺技「光之美少女 彩虹噴灑」，另外芙娃可以根據公主星彩筆的力量變成不同的星座形態。
而在電影「滿懷思念的星之歌」中，公主星彩筆在藉由奇蹟手電筒的力量加持下，可以讓光之美少女們變身成具有星之公主外型特徵的「12星座禮服」模式，但各只能用一次，使用方法是直接用筆畫出五角星，此型態下，不只可以直接使用公主星彩筆的招式，各方面戰鬥力都得到顯著提升，還能根據外型發揮不同的額外能力。具體如下：
●金牛座：星座禮服模式可以強化星空天使的力量，並且金牛座星空飛拳改為打出公牛的樣子。
●雙魚座：星座禮服模式可以讓星空天使的下半身變成魚尾，製造出魚形的膜，在水上高速移動。
●獅子座：星座禮服模式可以讓銀河天使的心形盾變為獅頭造型，並且獅子座銀河電擊改為落雷攻擊。
●巨蟹座：星座禮服模式可以讓銀河天使頭上的觸角變為蟹螯，還可以製造類似螃蟹外形的衝浪板狀物體，在水上高速移動。
●天秤座：星座禮服模式可以讓太陽天使製造防護罩來進行防禦，並且天秤座太陽射門變成範圍閃光，束縛敵人的行動。
●天蝎座：星座禮服模式可以讓太陽天使的頭髮變為蝎尾，用以大幅伸長攻擊。
●摩羯座：星座禮服模式可以讓月神天使的摩羯座月神弓箭同時攻擊兩個敵人，並且無法迴避。
●人馬座：星座禮服模式可以讓月神天使的人馬座月神弓箭變為巨大星星進行攻擊。
●處女座：星座禮服模式可以強化宇宙天使的力量，以及賦予飛行能力。
●白羊座：星座禮服模式可以讓宇宙天使的頭髮膨脹變大來進行防禦。
●雙子座：星座禮服模式可以讓宇宙天使使出分身攻擊。
●水瓶座：星座禮服模式可以讓宇宙天使用水瓶製造出橫越宇宙的水流。
只有在被相對應的光之美少女入手時才會顯示筆的真身，在這之前會維持發光狀態。
不論什麼狀態都可以藉由艾溫的裝置製成黑暗筆，但只要讓相對應的光之美少女觸碰就會恢復真身。
宇宙中一直有傳聞說集齊十二支公主星彩筆的話可以實現任何願望。
| 用具                     | 相關簡介 | 出現集數   |
| ------------------------ | --- | ---------- |
| 星彩筆～最愛抱抱版～（） | 星空天使替喝彩天使和抱抱擋下兇猛終結怪的攻擊，解除變身後得到印上抱抱照片的特殊星彩筆 | HUG!第49話 |
| 變身星彩筆 星空天使（）  | 粉紅色，可使小光變身為星空天使 | 第1話      |
| 變身星彩筆 銀河天使（）  | 藍綠色，可使拉拉變身為銀河天使 | 第2話      |
| 公主星彩筆 金牛座（）    | 粉紅色，可強化「光之美少女 星空飛拳」 於第10話被卡帕德奪走，並於第11話被艾溫染黑變成黑暗筆，而後同話由星空天使再次奪回並淨化 | 第3話      |
| 變身星彩筆 太陽天使（）  | 黃色，可使愛蓮娜變身為太陽天使 | 第4話      |
| 變身星彩筆 月神天使（）  | 紫色，可使圓香變身為月神天使 | 第5話      |
| 公主星彩筆 獅子座（）    | 天藍色，可強化「光之美少女 銀河電擊」 一度被艾溫染黑變成黑暗筆，於第6話被銀河天使奪回並淨化 | 第6話      |
| 公主星彩筆 天秤座（）    | 黃色，可強化「光之美少女 太陽射門」 | 第8話      |
| 公主星彩筆 摩羯座（）    | 品紅色，可強化「光之美少女 月神弓箭」 一度被艾溫染黑變成黑暗筆，於第9話被月神天使奪回並淨化 | 第9話      |
| 公主星彩筆 白羊座（）    | 紅色，可強化「光之美少女 星空飛拳」 被艾溫尋獲並染黑變成黑暗筆，於第11話中星空天使曾試圖奪回，但被巴凱喵搶先一步阻擋並奪走而未果 第12話藉由達克尼斯特的力量進一步強化其黑暗筆威力 最終於第21話被星空天使奪回並淨化 | 第10話     |
| 公主星彩筆 天蠍座（）    | 橙色，可強化「光之美少女 太陽射門」 於第14話被太陽天使奪回 | 第14話     |
| 公主星彩筆 人馬座（）    | 淡紫色，可強化「光之美少女 月神弓箭」 於第15話由藍貓交還給月神天使 | 第15話     |
| 公主星彩筆 處女座（）    | 白色，可強化「光之美少女 太陽射門」 於第17話被太陽天使於多拉姆斯大宅奪回 | 第17話     |
| 公主星彩筆 雙子座（）    | 藍綠色，可強化「光之美少女 銀河電擊」 於第19話被銀河天使於彩虹星奪回，但很快與其他光之美少女之前收集到的公主星彩筆一起被藍貓偷走，後於第20話歸還 | 第19話     |
| 變身星彩筆 宇宙天使（）  | 藍色，可使尤妮變身為宇宙天使 | 第20話     |
| 公主星彩筆 水瓶座（）    | 藍色，可強化「光之美少女 月神弓箭」 於第24話被月神天使於艾斯諾星找回 | 第24話     |
| 公主星彩筆 巨蟹座（）    | 淺綠色，可強化「光之美少女 銀河電擊」 於第30話被銀河天使於其故鄉沙曼星找回 | 第29話     |
| 公主星彩筆 雙魚座（）    | 淡粉色，可強化「光之美少女 星空飛拳」 於第31話被卡帕德尋獲，接著在戰鬥中由星空天使奪回 | 第31話     |
| 閃耀星光筆（）           | 集所有公主星彩筆的力量誕生而來，第一次插入閃耀之書後使芙娃進化為獨角獸外型，插入芙娃持有的球體可使光之美少女們變身為「閃亮型態（）」並發動合體必殺技「光之美少女 星光閃亮想像力」 平時由小光負責保管，亦與公主星彩筆同樣可以在閃耀之書上畫出照顧芙娃用的東西 插入閃耀之書可使光之美少女們直接移動到星之宮殿面見星之公主們 | 第31話     |

閃耀魔法棒（Twinkle Stick）
第11話登場，初期四位光之美少女使出合體必殺技「光之美少女 南十字射擊」的必要道具，四人各持有一支，從各自的星彩吊墜中誕生｡
幸運膠囊製造機（Fortune Capsule Maker）
第16話登場，由芙娃以自己的力量從閃耀之書中召喚而出，用來製造相當於地球人所說的「護身符」的道具——幸運膠囊的機器。據說只要把願望注入到星辰碎片中，然後裝進膠囊裡，願望就能夠實現。
彩虹香水（Rainbow Perfume）
第21話登場，為宇宙天使的武器，由尤妮的香水變化而來，與任意公主星彩筆組合使用可以發動必殺技「光之美少女 彩虹噴灑」。
在未組合公主星彩筆的情況下也能發動威力相對較小的招式「光之美少女 宇宙閃光」。
另外，此物仍然保留變化前的功能。

## 電視動畫
日本
「Star☆Twinkle 光之美少女」（スター☆トゥインクルプリキュア）
- 播放電視台及時間：朝日電視台，逢星期日早上8時30分至9時
- 播放日期：2019年2月3日—2020年1月26日 全49話

### 製作人員
- 原作：東堂泉
- 製作人：田中昂（ABC動畫）、矢崎史（ADK）、柳川明（東映動畫）
- 系列導演：宮元宏彰
- 系列構成：村山功
- 角色設計：高橋晃
- 美術設計：增田龍太郎、飯田理惠
- 色彩設計：佐久間子
- 音樂：林友樹、橘麻美
- 製作擔當：澤守洸、堀越圭文
- 製作協力：東映
- 製作：朝日放送、ABC動畫、ADK、東映動畫

### 主題曲
片頭曲

作詞、作曲：藤本記子（Nostalgic Orchestra），編曲：福富雅之（Nostalgic Orchestra），主唱：北川理惠
第5話至第10話片頭曲有使用到「光之美少女 Miracle Universe」的部分畫面。
第36話至第40話片頭曲有使用到「電影 Star☆Twinkle 光之美少女 滿懷思念的星之歌」的部分畫面。
第48話本片頭曲並未播放，而是直接進入本話劇情。
片尾曲
（第1話～第5話、第9話～第20話）
作詞：高瀨愛虹，作曲：田村信二，編曲：田村信二、草野芳裕，主唱：吉武千颯
（第6話～第8話）
作詞：青木久美子，作曲、編曲：奧田統，主唱：北川理惠
本曲為「光之美少女 Miracle Universe」的片尾曲，並且有使用到「光之美少女 Miracle Universe」的部分畫面及片尾舞蹈畫面，片尾舞蹈畫面由安居理香擔任舞蹈創作。
（第21話～第34話、第39話～第49話）
作詞、作曲：MUTEKI DEAD SNAKE，編曲：生田真心，主唱：吉武千颯
（第35話～第38話）
作詞：大森祥子，作曲、編曲：高木洋，主唱：星空天使（成瀨瑛美）、銀河天使（小原好美）、太陽天使（安野希世乃）、月神天使（小松未可子）、宇宙天使（上坂堇）
本曲為「電影 Star☆Twinkle 光之美少女 滿懷思念的星之歌」的片尾曲兼插入曲，並且有使用到「電影 Star☆Twinkle 光之美少女 滿懷思念的星之歌」的舞蹈畫面，舞蹈畫面由石川由佳擔任舞蹈創作。
插入曲

作詞：東堂泉，作曲、編曲：林友树
本曲為本作光之美少女變身時所唱之曲。
（第15話、第23話、第24話）
作詞：大森翔子，作曲、編曲：渡邊剛，主唱：瑪歐（上坂堇）
（第49話）
作詞、作曲：藤本記子（Nostalgic Orchestra），編曲：福富雅之（Nostalgic Orchestra），主唱：星空天使（成瀨瑛美）、銀河天使（小原好美）、太陽天使（安野希世乃）、月神天使（小松未可子）、宇宙天使（上坂堇）

### 各話標題
| 話數 | 日文標題 | 中文標題                                | 中文標題（愛奇藝）                       | 劇本     | 分鏡                       | 演出       | 作畫監督                              | 美術          | 日本播放日期  |
| ---- | -------- | --------------------------------------- | ---------------------------------------- | -------- | -------------------------- | ---------- | ------------------------------------- | ------------- | ------------- |
| 1    |          | 太閃亮了～☆在宇宙中閃耀的星空天使誕生！ | 無敵閃亮～☆在宇宙中閃耀的Cure Star誕生！ | 村山功   | 宮元宏彰                   | 宮元宏彰   | 上野賢                                | 增田龍太郎    | 2019年 2月3日 |
| 2    |          | 來自宇宙的朋友☆銀河天使誕生！           | 來自宇宙的朋友☆Cure Milky誕生！          | 村山功   | 畑野森生                   | 畑野森生   | 高橋晃                                | 大西穰        | 2月10日       |
| 3    |          | 光之美少女解散！？尋找星之公主的力量☆   | 光之美少女解散！？尋找星辰公主的力量☆    | 村山功   | 宮元宏彰                   |            | 青山充                                | 李凡善        | 2月17日       |
| 4    |          | 你好！閃閃發光的笑容☆太陽天使誕生！     | Ciao！閃耀的笑容☆Cure Soleil誕生！       | 村山功   | 平池綾子                   | 平池綾子   | 赤田信人 高橋晃                       | 飯野敏典      | 2月24日       |
| 5    |          | 秘密的變身☆千金大小姐是月神天使！       | 秘密變身☆大小姐是Cure Selene！           | 村山功   | 志水淳兒                   | 三上雅人   | 為我井克美                            | 倉橋隆        | 3月3日        |
| 6    |          | 黑暗的想像！？黑暗筆出現！              | 黑暗的想象！？暗黑之筆出現！             | 小林雄次 | 角銅博之                   | 角銅博之   | 美馬健二                              | 田中里綠      | 3月10日       |
| 7    |          | 真令人興奮！修理火箭大作戰☆             | 興奮不已！火箭修理大作戰☆                | 山田由香 | 關曉子                     | 關曉子     | 池內直子 森亞彌子                     | 李凡善        | 3月17日       |
| 8    |          | GO！前往宇宙☆肯尼爾星真是美妙！         | 前往宇宙GO☆美妙的狗舍星！                | 廣田光毅 | 土田豐                     | 土田豐     |                                       | 西田渚        | 3月24日       |
| 9    |          | 友情的圓環！星星甜甜圈☆                 | 友情之環！星辰甜甜圈☆                          | 平見瞠   | 川崎弘二                   | 川崎弘二   | 上野賢                                | 今井美紀      | 3月31日       |
| 10   |          | 閃閃發光☆歡迎來到庫瑪琳星！             | 閃閃發光☆歡迎來到行星庫馬琳！            | 村山功   | 村上貴之                   | 村上貴之   | 下谷美保 藤崎真吾                     |               | 4月7日        |
| 11   |          | 閃耀吧☆南十字座的力量！                 | 閃耀吧☆南十字座的力量！                  | 村山功   | 宮元宏彰                   | 岩井隆央   | 為我井克美 山岡直子                   | 李凡善        | 4月14日       |
| 12   |          | 再見了拉拉！？電影導演是外星人☆         | 和拉拉說再見！？電影導演是外星人☆        | 小林雄次 | 角銅博之                   | 角銅博之   | 青山充                                | 深谷知穗      | 4月21日       |
| 13   |          | 讓拉拉興奮不已的第一次上學☆             | 拉拉激動不已的第一次上學☆                | 廣田光毅 | 志水淳兒                   | 志水淳兒   | 稻上晃                                | 倉橋隆        | 4月28日       |
| 14   |          | 充滿歡笑的派對！一家人的笑容☆           | 充滿笑容de派對！一家人的SONRISA☆         | 山田由香 | 入好悟                     |            | 赤田信人                              | 平良亞梨沙    | 5月5日        |
| 15   |          | 寶物爭奪！宇宙怪盜登場☆                 | 寶物爭奪！宇宙怪盜登場☆                  | 村山功   | 田中裕太                   | 高戶谷一步 | 高橋晃                                | 李凡善        | 5月12日       |
| 16   |          | 目標是優勝☆圓香的一箭！                 | 為了冠軍☆圓香的一箭！                    | 平見瞠   | 三上雅人                   | 三上雅人   | 增田誠治                              | 深谷知穗      | 5月19日       |
| 17   |          | 敵人？自己人？藍貓尋找的東西☆           | 敵人還是朋友？藍貓尋找的東西☆            | 村山功   | 土田豐                     | 土田豐     | 上野賢                                | 渡邊佳人      | 5月26日       |
| 18   |          | 抓緊新連載☆媽媽的漫畫之道！             | 抓住新連載☆媽媽的漫畫道！                | 小林雄次 | 村上貴之                   | 岩井隆央   | 美馬健二                              | 西田渚        | 6月2日        |
| 19   |          | 前往彩虹之星☆藍貓的秘密！               | 前往彩虹之星☆藍貓的秘密！                | 村山功   | 武下來圖                   |            | 為我井克美                            | 大西穰        | 6月9日        |
| 20   |          | 在銀河之中發光☆宇宙天使誕生！           | 在銀河中閃耀☆Cure Cosmo誕生！            | 村山功   | 宮元宏彰                   | 川崎弘二   | 高橋晃                                | 倉橋隆        | 6月23日       |
| 21   |          | 彩虹色光譜☆宇宙天使的力量！             | 虹色光譜☆Cure Cosmo的力量！              | 村山功   | 座古明史                   | 座古明史   | 板岡錦                                | 李凡善        | 6月30日       |
| 22   |          | 爸爸，歡迎回家！星奈家的七夕☆           | 歡迎回家 爸爸！星奈家的七夕☆             | 山田由香 | 關曉子                     | 關曉子     | 池內直子 森亞彌子 油布京子            | 平良亞梨沙    | 7月7日        |
| 23   |          | 有好多芙娃！？芙娃☆大恐慌！             | 芙娃有好多！？芙娃☆大慌亂！              | 平見瞠   | 入好悟                     | 岩井隆央   | 青山充                                | 今井美紀      | 7月14日       |
| 24   |          | 只溶你心！艾斯諾星的音樂會☆             | 融化心靈！冰雪星的演奏會☆                | 廣田光毅 | 志水淳兒                   | 志水淳兒   | 赤田信人                              | 大西穰        | 7月21日       |
| 25   |          | 滿天星斗的祭典☆尤妮的回憶               | 漫天星辰的祭典☆尤妮的回憶                | 小林雄次 | 村上貴之                   | 村上貴之   | 下谷美保 藤崎真吾                     | 李凡善        | 7月28日       |
| 26   |          | 神秘入侵者！？恐怖的睡衣派對☆           | 神秘的入侵者！？驚悚睡衣派對☆            | 村山功   | 角銅博之                   | 高戶谷一步 | 稻上晃                                | 渡邊佳人      | 8月4日        |
| 27   |          | 海之星！變成美人魚游來游去☆             | 海洋之星！變成人魚暢游水中☆              | 廣田光毅 | 三上雅人                   | 三上雅人   | 高橋晃                                | 今井美紀      | 8月11日       |
| 28   |          | 燃燒心靈吧！工匠弗雷亞與火箭修理工程☆   | 燃燒吧 心靈！工匠弗雷亞和火箭修理☆       | 山田由香 | 入好悟                     |            | 增田誠治                              | 大西穰        | 8月18日       |
| 29   |          | 我回來了倫☆沙曼星的憂鬱                 | 我回來了倫☆沙曼星上的憂鬱                | 村山功   | 紅優                       | 岩井隆央   | 上野賢                                | 李凡善        | 8月25日       |
| 30   |          | 拉拉的心思和人工智慧的心情☆             | 拉拉的想法和AI的心意☆                    | 村山功   | 座古明史                   | 關曉子     | 池內直子 森亞彌子 臼井里江            | 渡邊佳人      | 9月1日        |
| 31   |          | 絕對要保護好！最後的公主星彩筆☆         | 守護到底！最後的公主筆☆                  | 村山功   | 土田豐                     | 土田豐     | 為我井克美                            | 宮本實生      | 9月8日        |
| 32   |          | 重疊的心意☆想像力的全新力量             | 交織的想法☆新的想象之力                  | 村山功   | 川崎弘二                   | 川崎弘二   | 高橋晃                                | 大西穰        | 9月15日       |
| 33   |          | 芙娃的決心！幫忙大作戰☆                 | 芙娃的決心！幫忙大作戰☆                  | 平見瞠   | 角銅博之                   | 角銅博之   | 赤田信人                              | 李凡善        | 9月22日       |
| 34   |          | 心意相通☆愛蓮娜和薩波坦星人！           | 相連的心意☆愛蓮娜和仙人掌星人！          | 小林雄次 | 入好悟                     |            | 稻上晃                                | 渡邊佳人      | 9月29日       |
| 35   |          | 小光是學生會長！？超閃亮選戰☆           | 小光當學生會長！？無敵閃亮的競選比拼☆    | 廣田光毅 | 志水淳兒                   | 志水淳兒   | 上野賢 高橋晃                         | 倉橋隆 齋藤優 | 10月6日       |
| 36   |          | 藍貓再現！七彩的心☆                     | 藍貓再次出現！彩虹色的心☆                | 田中仁   | 村上貴之                   | 高戶谷一步 | 增田誠治                              | 大西穰        | 10月13日      |
| 37   |          | 用未確認生物獲得優勝！萬聖節變裝大賽☆   | 用UMA奪冠！萬聖節化裝比賽☆               | 山田由香 | 關曉子                     | 關曉子     | 池內直子 森亞彌子 加地真理子 臼井里江 | 李凡善        | 10月20日      |
| 38   |          | 閃耀吧！尤妮的閃耀想像力☆               | 閃耀吧！尤妮的閃耀的想象☆                | 村山功   | 座古明史                   | 岩井隆央   | 青山充                                | 渡邊佳人      | 10月27日      |
| 39   |          | 愛蓮娜有危險了！天驕老師的陷阱！        | 愛蓮娜大危機！天驕老師的陷阱！           | 小林雄次 | 村上貴之                   |            | 上野賢                                | 齋藤優        | 11月10日      |
| 40   |          | 不小心曝光了！？2年3班的外星人☆         | 被發現了！？2年3班的外星人☆              | 村山功   | 畑野森生                   | 畑野森生   | 高橋晃                                | 大西穰        | 11月17日      |
| 41   |          | 月亮啊閃耀吧☆圓香的一步！               | 閃耀吧月亮☆圓香的一步！                  | 村山功   | 三上雅人                   | 川崎弘二   |                                       | 李凡善        | 11月24日      |
| 42   |          | 迷失的笑容與愛蓮娜的迷惘。              | 笑容的迷茫 愛蓮娜的迷茫。                | 廣田光毅 | 入好悟                     | 岩井隆央   | 赤田信人                              | 渡邊佳人      | 12月1日       |
| 43   |          | 對笑容的看法☆天驕VS愛蓮娜！             | 對笑容的心意☆天驕VS愛蓮娜！              | 村山功   | 土田豐                     | 土田豐     | 稻上晃                                | 齋藤優        | 12月8日       |
| 44   |          | Surpri～se☆聖誕老公公是外星人！？       | 驚喜☆聖誕老人是外星人！？                | 平見瞠   | 角銅博之                   | 角銅博之   | 增田誠治                              | 大西穰        | 12月15日      |
| 45   |          | 閃耀之星☆小光的想像力！                 | 璀璨閃耀的星星☆小光的想象！              | 村山功   | 大塚隆史                   | 高戶谷一步 | 高橋晃                                | 李凡善        | 12月22日      |
| 46   |          | 達克尼斯特降臨！星之宮殿攻防戰          | 達克涅斯特降臨！星辰宮殿攻防戰           | 村山功   | 座古明史                   |            | 上野賢                                | 渡邊佳人      | 2020年 1月5日 |
| 47   |          | 拯救芙娃！消失的宇宙和巨大的黑暗！      | 拯救芙娃！逐漸消失的宇宙和偉大的黑暗！   | 村山功   | 村上貴之                   | 關曉子     | 池內直子 森亞彌子                     | 齋藤優        | 1月12日       |
| 48   |          | 交織心意！照亮黑暗的希望之星☆           | 讓心意重合為一體！照亮黑暗的希望之星☆    | 村山功   | 宮元宏彰                   | 宮元宏彰   | 松浦仁美 增田誠治                     | 大西穰        | 1月19日       |
| 49   |          | 在宇宙中描繪出我自己的想像☆             | 在宇宙中描繪吧！只屬於我的想象☆          | 村山功   | 宮元宏彰 座古明史 川崎弘二 | 川崎弘二   | 高橋晃                                | 徐柱星        | 1月26日       |

## 播放媒體

### 電視台
| 播放電視台   | 播放日期                     | 播放時間             | 所屬聯播網     | 備註    |
| ------------ | ---------------------------- | -------------------- | -------------- | ------- |
| 朝日放送     | 2019年2月3日 - 2020年1月26日 | 星期日 08:30 - 09:00 | 朝日電視台系列 | 同時    |
| 朝日電視台   | 2019年2月3日 - 2020年1月26日 | 星期日 08:30 - 09:00 | 朝日電視台系列 | 同時    |
| 名古屋電視台 | 2019年2月3日 - 2020年1月26日 | 星期日 08:30 - 09:00 | 朝日電視台系列 | 同時    |
| 新潟電視台21 | 2019年2月3日 - 2020年1月26日 | 星期日 08:30 - 09:00 | 朝日電視台系列 | 同時    |
| 長崎文化放送 | 2019年2月3日 - 2020年1月26日 | 星期日 08:30 - 09:00 | 朝日電視台系列 | 同時    |
| 山陰放送     | 2019年2月9日 - 2020年2月1日  | 星期六 11:15 - 11:45 | TBS系列        | 延遲6日 |

| 日本 朝日放送電視台和朝日電視台系列 星期日 08:30—09:00 | 日本 朝日放送電視台和朝日電視台系列 星期日 08:30—09:00     | 日本 朝日放送電視台和朝日電視台系列 星期日 08:30—09:00 |
| ------------------------------------------------------ | ---------------------------------------------------------- | ------------------------------------------------------ |
|                                                        | Star☆Twinkle 光之美少女 （2019年2月3日 - 2020年1月26日）   |                                                        |
| HUG! 光之美少女 （2018年2月4日—2019年1月27日）         | Healin' Good ♥ 光之美少女 （2020年2月2日 - 2021年2月21日） |                                                        |

### 日本國內的配信
| 配信期間                     | 配信時間         | 配信網站 | 參考               |
| ---------------------------- | ---------------- | -------- | ------------------ |
| 2019年2月3日 - 2020年1月26日 | 星期日 9:00 更新 | TVer     | 最新話限定免費配信 |

## 劇場版

### 電影
電影 Star☆Twinkle 光之美少女 滿懷思念的星之歌
- 日本上映日期：2019年10月19日[註 66]
- 本作與本篇第36話有著劇情上的連動[註 67]。

#### 故事簡介
有一天，拉拉的宇宙軟糖盒裡飛進來一隻不可思議的神秘生物，小光給它取名「優瑪」，這隻生物無法用語言溝通，但似乎對歌聲有著不可思議的神奇反應。然而這時卻有一夥邪惡的宇宙獵人盯上了它，光之美少女們為了保護它與敵人展開了激烈的戰鬥……

#### 登場人物
優瑪（UMA）
突然出現在小光等人面前的不可思議生物。
其名字「UMA」為英語裡「未確認動物」（Unidentified Mysterious Animal）一詞的縮寫。
瑪麗·安（Mary Ann）
配音：知念里奈（日本）
星空刑警的警部補，長有紫色頭髮的長毛狗型外星人，一直在為抓捕宇宙怪盜藍貓而不懈奮鬥，也有冒失鬼的一面。
第36話中潛入唐・奧克托的飛船收集黑社會的情報，意外遇上怪盜藍貓，還一起被抓起來，甚至逃跑。在見證了尤妮的想法之後稍加改觀，雖然沒有放棄逮捕尤妮，卻在追捕過程中弄巧成拙，掉到月球上。
本劇場版中她在光之美少女們的協助下成功將企圖抓捕優瑪的一眾邪惡宇宙獵人全部逮捕歸案，並在戰鬥中用奇蹟手電筒為前者提供力量。
以上兩名於第48話再次出現。
上田剛彥
配音：上田剛彥（日本）
日本ABC電視台新聞節目「CAST」的主持人，在本作中以本人的身份客串登場，並為正在看電視的小光和拉拉報道有關本作故事的關鍵新聞。
巴恩（Burn）
配音：咲野俊介（日本）
本作反派，企圖抓捕優瑪的邪惡宇宙獵人五人組成員之一，來自尼特羅星（ニトロ星），全身被火焰包圍，擅長操縱火焰攻擊。
戴布（Dive）
配音：片桐仁（日本）
本作反派，企圖抓捕優瑪的邪惡宇宙獵人五人組成員之一，來自夏多星（シャドウ星），擅長操縱影子玩弄對方。
加伊洛3號（Gyro III）
配音：濱津隆之（日本）
本作反派，企圖抓捕優瑪的邪惡宇宙獵人五人組成員之一，來自梅卡星（メカ星），強壯的機器身體是其特徵，而且還可以自由變化形體。
哈伊多羅（Hydro）
配音：石川由依（日本）
本作反派，企圖抓捕優瑪的邪惡宇宙獵人五人組成員之一，來自沃塔星（ウォーター星），五人組中唯一的女性，操著一口京都方言，擅長操縱水流攻擊。
喬普（Chop）
配音：駒木根隆介（日本）
本作反派，企圖抓捕優瑪的邪惡宇宙獵人五人組成員之一，來自加伊安特星（ジャイアント星），擁有超規格的機器人體格，頭部的一對天線可以釋放防護罩阻擋任何攻擊。
以上五人最終均被瑪麗·安逮捕歸案。

#### 片頭曲

作詞、作曲：藤本記子（Nostalgic Orchestra），編曲：福富雅之（Nostalgic Orchestra），主唱：北川理惠

#### 主題曲（片尾曲·插入曲）

作詞：大森祥子，作曲、編曲：高木洋
片尾曲版本主唱：知念里奈
插入曲版本主唱：星空天使（成瀨瑛美）、銀河天使（小原好美）、太陽天使（安野希世乃）、月神天使（小松未可子）、宇宙天使（上坂堇）

#### 插入曲

作詞：大森祥子，作曲、編曲：高木洋，主唱：星空天使（成瀨瑛美）、銀河天使（小原好美）

作詞、作曲、編曲：Lantan，主唱：吉武千颯

### All Stars 系列電影
主條目：All Stars 系列電影
- All Stars F在本作播出完結後及《開闊天空！光之美少女》播放時上映，因此以本作故事後期設定為準。

光之美少女 All Stars F

### Miracle Universe
主條目：Miracle Universe 系列電影
- Miracle Universe 在本作播出初期上映，因此以本作故事初期設定為準。

光之美少女 Miracle Universe

### Miracle Leap
主條目：Miracle Leap 系列電影
- Miracle Leap 在本作播出完結後及《Healin' Good ♥ 光之美少女》播放時上映，因此以本作故事後期設定為準。

光之美少女 Miracle Leap 與大家不可思議的一天

## 漫畫
和過往系列相同，由上北雙子『Nakayoshi』（講談社）發行。

## 社會影響

### 拉拉的暱稱
源自於第1話拉拉暈火箭後不適嘔吐的場景，一眾日本網民均戲稱她為「嘔吐女主角（ゲロイン）」。

## 外部連結
- 星光閃亮☆光之美少女（ABC）（页面存档备份，存于）（日語）
- 星光閃亮☆光之美少女（東映動畫）（页面存档备份，存于）（日語）
- 星光閃亮☆光之美少女（萬代）（页面存档备份，存于）（日語）
- 電影 Star☆Twinkle 光之美少女 滿懷思念的星之歌（東映動畫）（页面存档备份，存于）（日語）
- Star☆Twinkle 光之美少女（TOKYO MX） （页面存档备份，存于）（日語）
- Star☆Twinkle 光之美少女（Kids Station） （页面存档备份，存于）（日語）
- スター☆トゥインクルプリキュア感謝祭【公式】的X（前Twitter）